# Tour d'Italie féminin 2001
La 12e édition du Tour d'Italie féminin (Giro d'Italia Femminile en italien) a lieu du 1er au 15 juillet 2001. La course fait partie du calendrier UCI féminin en catégorie 2.9.1.
Leontien van Moorsel gagne le prologue. Greta Zocca remporte ensuite la première étape au sprint. Zinaida Stahurskaia gagne l'étape 2a, qui est vallonnée, et prend définitivement la tête du classement général. Rochelle Gilmore puis Greta Zocca remportent les deux étapes suivantes au sprint. L'ascension finale de la quatrième étape permet à Zinaida Stahurskaia de s'imposer de nouveau. Greta Zocca prouve le lendemain, qu'elle est la plus véloce du peloton. Daniela Veronesi, échappée, gagne la sixième étape. Sur l'étape, Simona Parente et Olga Zabelinskaïa s'isolent en tête. La première devance la seconde. Greta Zocca remporte ensuite un quatrième bouquet. La montagne débute avec la neuvième étape. Une hiérarchie se dessine avec Zinaida Stahurskaia, Nicole Brändli et Rosalisa Lapomarda détachées. La Biélorusse s'impose. Le lendemain, ce trio se reforme, la Suissesse lève cette fois les bras. Rosalisa La Pomarda est interdite de départ après un contrôle sanguin l'indiquant inapte à concourir. Brändli et Stahurskaia continuent de dominer l'épreuve. La Suissesse s'impose en profitant d'un incident mécanique de la Biélorusse. Lors de la douzième étape, Elena Tchalykh est la plus rapide du groupe de six échappées. Le contre-la-montre final, remporté par Diana Žiliūtė, confirme la victoire Stahurskaia sur Brändli. À l'issue de l'épreuve, le podium est donc Stahurskaia, Brändli suivies de Diana Žiliūtė. Brändli gagne les classements par points et de la meilleure jeune. Mari Holden est la meilleure grimpeuse.
La vainqueur Zinaida Stahurskaia est finalement contrôlée positive à un diurétique durant l'épreuve et donc disqualifiée. Nicole Brändli est déclarée vainqueur et Edita Pučinskaitė monte sur le podium.

## Présentation

### Parcours
Le parcours débute en Sicile avec un prologue, deux étapes et deux demi-étapes. Il rejoint ensuite la Calabrie et les Pouilles avec trois étapes avant de remonter vers le Nord avec une étape en Émilie-Romagne. La Région du Trentin est ensuite parcouru avec plusieurs étapes difficile. Il se conclut par un contre-la-montre entre Cornuda et Valdobbiadene. Avec 1 450 km, il s'agit en 2024 du plus long Tour d'Italie féminin jamais organisé. Ses près de quarante kilomètres de contre-la-montre constitue également un record.

### Équipes
| Équipes féminines professionnelles (16)- Alfa Lum-RSM - Acca Due O-Lorena Camicie - Aliverti-Immobilione Luca - Ciegi - Carpe Diem-Itera - Edil Savino - Farm Frites-Hartol - USC Chirio - Figurella Dream Team - Gas Sport Team - La Rosa dei Venti - Equipe Nürnberger Versicherung - SC Michela Fanini Record Rox - Sponsorenservice - U.C. Monne - Vlaanderen-T Interim Ladies Équipe nationale- Australie |
| |

## Étapes
| Étape      | Date      | Villes étapes                               | type                        | Distance (km) | Vainqueur d'étape    | Leader du classement général |
| ---------- | --------- | ------------------------------------------- | --------------------------- | ------------- | -------------------- | ---------------------------- |
| Prologue   | 1 juill.  | Capo d'Orlando – Capo d'Orlando             | prologue                    | 5,3           | Leontien van Moorsel | Leontien van Moorsel         |
| 1re étape  | 2 juill.  | Milazzo – Milazzo                           | étape de plaine             | 120           | Greta Zocca          | Greta Zocca                  |
| 2e a étape | 3 juill.  | Capo d'Orlando – Adrano                     | étape de moyenne montagne   | 107           | Zinaida Stahurskaia  | Zinaida Stahurskaia          |
| 2e b étape | 3 juill.  | Catane – Catane                             | étape de plaine             | 55,2          | Rochelle Gilmore     | Zinaida Stahurskaia          |
| 3e étape   | 4 juill.  | Biancavilla – Messine                       | étape de plaine             | 126           | Greta Zocca          | Zinaida Stahurskaia          |
| 4e étape   | 5 juill.  | Mileto – Catanzaro                          | étape vallonnée             | 116           | Zinaida Stahurskaia  | Zinaida Stahurskaia          |
| 5e étape   | 6 juill.  | Tarente – Lecce                             | étape de plaine             | 103           | Greta Zocca          | Zinaida Stahurskaia          |
| 6e étape   | 7 juill.  | Lecce – Selva di Fasano                     | étape vallonnée             | 117           | Daniela Veronesi     | Zinaida Stahurskaia          |
| 7e étape   | 8 juill.  | San Giovanni Rotondo – San Giovanni Rotondo | étape vallonnée             | 135           | Simona Parente       | Zinaida Stahurskaia          |
| 8e étape   | 10 juill. | Nonantola – Nonantola                       | étape de plaine             | 102           | Greta Zocca          | Zinaida Stahurskaia          |
| 9e étape   | 11 juill. | Ora – Vetriolo                              | étape vallonnée             | 100,5         | Zinaida Stahurskaia  | Zinaida Stahurskaia          |
| 10e étape  | 12 juill. | Trente – Belluno                            | étape de montagne           | 131           | Nicole Brändli       | Zinaida Stahurskaia          |
| 11e étape  | 13 juill. | Paularo – Paularo                           | étape vallonnée             | 89,5          | Nicole Brändli       | Zinaida Stahurskaia          |
| 12e étape  | 14 juill. | Vittorio Veneto – Vittorio Veneto           | étape vallonnée             | 108           | Elena Tchalykh       | Zinaida Stahurskaia          |
| 13e étape  | 15 juill. | Cornuda – Valdobbiadene                     | contre-la-montre individuel | 34,5          | Diana Žiliūtė        | Zinaida Stahurskaia          |

## Déroulement de la course

### Prologue
Sur le prologue, couru dans des conditions ensoleillées, Leontien van Moorsel devance la championne du monde Mari Holden pour huit secondes. Elle avait déjà remporté l'étape l'année précédente. Il faut noter que cette étape ne compte pas pour le classement général.
| \| Classement de l'étape \| Classement de l'étape \| Classement de l'étape \| Classement de l'étape \| Classement de l'étape \| \| Coureur \| Coureur \| Pays \| Équipe \| Temps \| \| --------------------- \| --------------------- \| --------------------- \| --------------------- \| --------------------- \| \| 1re \| Leontien van Moorsel \| Pays-Bas \| Farm Frites-Hartol \| 6 min 47 s \| \| 2e \| Mari Holden \| États-Unis \| Alfa Lum-RSM \| + 8 s \| \| 3e \| Olga Zabelinskaïa \| Russie \| Carpe Diem-Itera \| + 20 s \| \| 4e \| Marcia Eicher \| Suisse \| Carpe Diem-Itera \| + 27 s \| \| 5e \| Zinaida Stahurskaia \| Biélorussie \| Gas Sport Team \| DQ \| \| 6e \| Gabriella Pregnolato \| Italie \| Gas Sport Team \| + 35 s \| \| 7e \| Svetlana Samokhvalova \| Russie \| Carpe Diem-Itera \| + 37 s \| \| 8e \| Daniela Veronesi \| Saint-Marin \| Alfa Lum-RSM \| + 40 s \| \| 9e \| Kym Shirley \| Australie \| Australie \| + 42 s \| \| 10e \| Iryna Chuzhynova \| Ukraine \| Edil Savino \| + 44 s \| |                       |             |                    |            |
| |                       |             |                    |            |
| |                       |             |                    |            |
| Classement de l'étape |                       |             |                    |            |
| Coureur | Coureur               | Pays        | Équipe             | Temps      |
| 1re | Leontien van Moorsel  | Pays-Bas    | Farm Frites-Hartol | 6 min 47 s |
| 2e | Mari Holden           | États-Unis  | Alfa Lum-RSM       | + 8 s      |
| 3e | Olga Zabelinskaïa     | Russie      | Carpe Diem-Itera   | + 20 s     |
| 4e | Marcia Eicher         | Suisse      | Carpe Diem-Itera   | + 27 s     |
| 5e | Zinaida Stahurskaia   | Biélorussie | Gas Sport Team     | DQ         |
| 6e | Gabriella Pregnolato  | Italie      | Gas Sport Team     | + 35 s     |
| 7e | Svetlana Samokhvalova | Russie      | Carpe Diem-Itera   | + 37 s     |
| 8e | Daniela Veronesi      | Saint-Marin | Alfa Lum-RSM       | + 40 s     |
| 9e | Kym Shirley           | Australie   | Australie          | + 42 s     |
| 10e | Iryna Chuzhynova      | Ukraine     | Edil Savino        | + 44 s     |

### 1reétape
Greta Zocca s'impose au sprint.
| \| Classement de l'étape \| Classement de l'étape \| Classement de l'étape \| Classement de l'étape \| Classement de l'étape \| \| Coureur \| Coureur \| Pays \| Équipe \| Temps \| \| --------------------- \| --------------------- \| --------------------- \| ------------------------------ \| --------------------- \| \| 1re \| Greta Zocca \| Italie \| Gas Sport Team \| 2 h 56 min 45 s \| \| 2e \| Leontien van Moorsel \| Pays-Bas \| Farm Frites-Hartol \| + 0 s \| \| 3e \| Regina Schleicher \| Allemagne \| SC Michela Fanini Record Rox \| + 0 s \| \| 4e \| Tanja Schmidt-Hennes \| Allemagne \| Equipe Nürnberger Versicherung \| + 0 s \| \| 5e \| Sara Felloni \| Italie \| Alfa Lum-RSM \| + 0 s \| \| 6e \| Mirjam Melchers \| Pays-Bas \| Acca Due O-Lorena Camicie \| + 0 s \| \| 7e \| Zita Urbonaitė \| Lituanie \| Acca Due O-Lorena Camicie \| + 0 s \| \| 8e \| Edita Kubelskienė \| Lituanie \| Figurella Dream Team \| + 0 s \| \| 9e \| Alessandra D'Ettorre \| Italie \| Aliverti-Immobilione Luca \| + 0 s \| \| 10e \| Irene Puccioni \| Italie \| Edil Savino \| + 0 s \| |                      |           |                                |                 |
| |                      |           |                                |                 |
| |                      |           |                                |                 |
| Classement de l'étape |                      |           |                                |                 |
| Coureur | Coureur              | Pays      | Équipe                         | Temps           |
| 1re | Greta Zocca          | Italie    | Gas Sport Team                 | 2 h 56 min 45 s |
| 2e | Leontien van Moorsel | Pays-Bas  | Farm Frites-Hartol             | + 0 s           |
| 3e | Regina Schleicher    | Allemagne | SC Michela Fanini Record Rox   | + 0 s           |
| 4e | Tanja Schmidt-Hennes | Allemagne | Equipe Nürnberger Versicherung | + 0 s           |
| 5e | Sara Felloni         | Italie    | Alfa Lum-RSM                   | + 0 s           |
| 6e | Mirjam Melchers      | Pays-Bas  | Acca Due O-Lorena Camicie      | + 0 s           |
| 7e | Zita Urbonaitė       | Lituanie  | Acca Due O-Lorena Camicie      | + 0 s           |
| 8e | Edita Kubelskienė    | Lituanie  | Figurella Dream Team           | + 0 s           |
| 9e | Alessandra D'Ettorre | Italie    | Aliverti-Immobilione Luca      | + 0 s           |
| 10e | Irene Puccioni       | Italie    | Edil Savino                    | + 0 s           |

| \| Classement général \| Classement général \| Classement général \| Classement général \| Classement général \| \| Coureur \| Coureur \| Pays \| Équipe \| Temps \| \| ------------------ \| -------------------- \| ------------------ \| ------------------------------ \| ------------------ \| \| 1re \| Greta Zocca \| Italie \| Gas Sport Team \| 2 h 56 min 45 s \| \| 2e \| Leontien van Moorsel \| Pays-Bas \| Farm Frites-Hartol \| + 0 s \| \| 3e \| Regina Schleicher \| Allemagne \| SC Michela Fanini Record Rox \| + 0 s \| \| 4e \| Tanja Schmidt-Hennes \| Allemagne \| Equipe Nürnberger Versicherung \| + 0 s \| \| 5e \| Sara Felloni \| Italie \| Alfa Lum-RSM \| + 0 s \| \| 6e \| Mirjam Melchers \| Pays-Bas \| Acca Due O-Lorena Camicie \| + 0 s \| \| 7e \| Zita Urbonaitė \| Lituanie \| Acca Due O-Lorena Camicie \| + 0 s \| \| 8e \| Edita Kubelskienė \| Lituanie \| Figurella Dream Team \| + 0 s \| \| 9e \| Alessandra D'Ettorre \| Italie \| Aliverti-Immobilione Luca \| + 0 s \| \| 10e \| Irene Puccioni \| Italie \| Edil Savino \| + 0 s \| |                      |           |                                |                 |
| |                      |           |                                |                 |
| |                      |           |                                |                 |
| Classement général |                      |           |                                |                 |
| Coureur | Coureur              | Pays      | Équipe                         | Temps           |
| 1re | Greta Zocca          | Italie    | Gas Sport Team                 | 2 h 56 min 45 s |
| 2e | Leontien van Moorsel | Pays-Bas  | Farm Frites-Hartol             | + 0 s           |
| 3e | Regina Schleicher    | Allemagne | SC Michela Fanini Record Rox   | + 0 s           |
| 4e | Tanja Schmidt-Hennes | Allemagne | Equipe Nürnberger Versicherung | + 0 s           |
| 5e | Sara Felloni         | Italie    | Alfa Lum-RSM                   | + 0 s           |
| 6e | Mirjam Melchers      | Pays-Bas  | Acca Due O-Lorena Camicie      | + 0 s           |
| 7e | Zita Urbonaitė       | Lituanie  | Acca Due O-Lorena Camicie      | + 0 s           |
| 8e | Edita Kubelskienė    | Lituanie  | Figurella Dream Team           | + 0 s           |
| 9e | Alessandra D'Ettorre | Italie    | Aliverti-Immobilione Luca      | + 0 s           |
| 10e | Irene Puccioni       | Italie    | Edil Savino                    | + 0 s           |

### 2eétape, secteur a
Severine Desbouys attaque au pied de l'ascension de la Portella dello Zoppo. Celle-ci provoque une sélection importante dans le peloton. Un groupe de seize favorites se forme. Desbouys est reprise à quarante kilomètres de l'arrivée. Dans le final, Zinaida Stahurskaia s'extrait du groupe de tête et s'impose seule. Elle prend la tête du classement général. Rosalisa Lapomarda est deuxième, les poursuivantes terminant éparpillées.
| \| Classement de l'étape \| Classement de l'étape \| Classement de l'étape \| Classement de l'étape \| Classement de l'étape \| \| Coureur \| Coureur \| Pays \| Équipe \| Temps \| \| --------------------- \| ---------------------- \| --------------------- \| ------------------------- \| --------------------- \| \| 1re \| Zinaida Stahurskaia \| Biélorussie \| Gas Sport Team \| DQ \| \| 2e \| Rosalisa Lapomarda \| Italie \| La Rosa dei Venti \| + 10 s \| \| 3e \| Nicole Brändli \| Suisse \| Edil Savino \| + 10 s \| \| 4e \| Diana Žiliūtė \| Lituanie \| Acca Due O-Lorena Camicie \| + 10 s \| \| 5e \| Fabiana Luperini \| Italie \| Edil Savino \| + 10 s \| \| 6e \| Alessandra Cappellotto \| Italie \| Gas Sport Team \| + 23 s \| \| 7e \| Edita Pučinskaitė \| Lituanie \| Alfa Lum-RSM \| + 26 s \| \| 8e \| Joane Somarriba \| Espagne \| Alfa Lum-RSM \| + 33 s \| \| 9e \| Susanne Ljungskog \| Suède \| Vlaanderen-T Interim \| + 1 min 05 s \| \| 10e \| Cindy Pieters \| Belgique \| Vlaanderen-T Interim \| + 1 min 13 s \| |                        |             |                           |              |
| |                        |             |                           |              |
| |                        |             |                           |              |
| Classement de l'étape |                        |             |                           |              |
| Coureur | Coureur                | Pays        | Équipe                    | Temps        |
| 1re | Zinaida Stahurskaia    | Biélorussie | Gas Sport Team            | DQ           |
| 2e | Rosalisa Lapomarda     | Italie      | La Rosa dei Venti         | + 10 s       |
| 3e | Nicole Brändli         | Suisse      | Edil Savino               | + 10 s       |
| 4e | Diana Žiliūtė          | Lituanie    | Acca Due O-Lorena Camicie | + 10 s       |
| 5e | Fabiana Luperini       | Italie      | Edil Savino               | + 10 s       |
| 6e | Alessandra Cappellotto | Italie      | Gas Sport Team            | + 23 s       |
| 7e | Edita Pučinskaitė      | Lituanie    | Alfa Lum-RSM              | + 26 s       |
| 8e | Joane Somarriba        | Espagne     | Alfa Lum-RSM              | + 33 s       |
| 9e | Susanne Ljungskog      | Suède       | Vlaanderen-T Interim      | + 1 min 05 s |
| 10e | Cindy Pieters          | Belgique    | Vlaanderen-T Interim      | + 1 min 13 s |

| \| Classement général \| Classement général \| Classement général \| Classement général \| Classement général \| \| Coureur \| Coureur \| Pays \| Équipe \| Temps \| \| ------------------ \| ---------------------- \| ------------------ \| ------------------------- \| ------------------ \| \| 1re \| Zinaida Stahurskaia \| Biélorussie \| Gas Sport Team \| DQ \| \| 2e \| Diana Žiliūtė \| Lituanie \| Acca Due O-Lorena Camicie \| + 10 s \| \| 3e \| Nicole Brändli \| Suisse \| Edil Savino \| + 10 s \| \| 4e \| Fabiana Luperini \| Italie \| Edil Savino \| + 10 s \| \| 5e \| Rosalisa Lapomarda \| Italie \| La Rosa dei Venti \| + 10 s \| \| 6e \| Alessandra Cappellotto \| Italie \| Gas Sport Team \| + 23 s \| \| 7e \| Edita Pučinskaitė \| Lituanie \| Alfa Lum-RSM \| + 26 s \| \| 8e \| Joane Somarriba \| Espagne \| Alfa Lum-RSM \| + 33 s \| \| 9e \| Susanne Ljungskog \| Suède \| Vlaanderen-T Interim \| + 1 min 05 s \| \| 10e \| Cindy Pieters \| Belgique \| Vlaanderen-T Interim \| + 1 min 13 s \| |                        |             |                           |              |
| |                        |             |                           |              |
| |                        |             |                           |              |
| Classement général |                        |             |                           |              |
| Coureur | Coureur                | Pays        | Équipe                    | Temps        |
| 1re | Zinaida Stahurskaia    | Biélorussie | Gas Sport Team            | DQ           |
| 2e | Diana Žiliūtė          | Lituanie    | Acca Due O-Lorena Camicie | + 10 s       |
| 3e | Nicole Brändli         | Suisse      | Edil Savino               | + 10 s       |
| 4e | Fabiana Luperini       | Italie      | Edil Savino               | + 10 s       |
| 5e | Rosalisa Lapomarda     | Italie      | La Rosa dei Venti         | + 10 s       |
| 6e | Alessandra Cappellotto | Italie      | Gas Sport Team            | + 23 s       |
| 7e | Edita Pučinskaitė      | Lituanie    | Alfa Lum-RSM              | + 26 s       |
| 8e | Joane Somarriba        | Espagne     | Alfa Lum-RSM              | + 33 s       |
| 9e | Susanne Ljungskog      | Suède       | Vlaanderen-T Interim      | + 1 min 05 s |
| 10e | Cindy Pieters          | Belgique    | Vlaanderen-T Interim      | + 1 min 13 s |

### 2eétape, secteur b
Rochelle Gilmore remporte l'étape au sprint.
| \| Classement de l'étape \| Classement de l'étape \| Classement de l'étape \| Classement de l'étape \| Classement de l'étape \| \| Coureur \| Coureur \| Pays \| Équipe \| Temps \| \| --------------------- \| --------------------- \| --------------------- \| ------------------------- \| --------------------- \| \| 1re \| Rochelle Gilmore \| Australie \| Australie \| 1 h 15 min 38 s \| \| 2e \| Olga Sljussarewa \| Russie \| Carpe Diem-Itera \| + 0 s \| \| 3e \| Greta Zocca \| Italie \| Gas Sport Team \| + 0 s \| \| 4e \| Diana Žiliūtė \| Lituanie \| Acca Due O-Lorena Camicie \| + 0 s \| \| 5e \| Monica Valvik-Valen \| Norvège \| Sponsorenservice \| + 0 s \| \| 6e \| Barbara Cazzaniga \| Italie \| USC Chirio \| + 0 s \| \| 7e \| Mirjam Melchers \| Pays-Bas \| Acca Due O-Lorena Camicie \| + 0 s \| \| 8e \| Katia Longhin \| Italie \| Acca Due O-Lorena Camicie \| + 0 s \| \| 9e \| Sara Felloni \| Italie \| Alfa Lum-RSM \| + 0 s \| \| 10e \| Anna Skawinska \| Pologne \| Ciegi \| + 0 s \| |                     |           |                           |                 |
| |                     |           |                           |                 |
| |                     |           |                           |                 |
| Classement de l'étape |                     |           |                           |                 |
| Coureur | Coureur             | Pays      | Équipe                    | Temps           |
| 1re | Rochelle Gilmore    | Australie | Australie                 | 1 h 15 min 38 s |
| 2e | Olga Sljussarewa    | Russie    | Carpe Diem-Itera          | + 0 s           |
| 3e | Greta Zocca         | Italie    | Gas Sport Team            | + 0 s           |
| 4e | Diana Žiliūtė       | Lituanie  | Acca Due O-Lorena Camicie | + 0 s           |
| 5e | Monica Valvik-Valen | Norvège   | Sponsorenservice          | + 0 s           |
| 6e | Barbara Cazzaniga   | Italie    | USC Chirio                | + 0 s           |
| 7e | Mirjam Melchers     | Pays-Bas  | Acca Due O-Lorena Camicie | + 0 s           |
| 8e | Katia Longhin       | Italie    | Acca Due O-Lorena Camicie | + 0 s           |
| 9e | Sara Felloni        | Italie    | Alfa Lum-RSM              | + 0 s           |
| 10e | Anna Skawinska      | Pologne   | Ciegi                     | + 0 s           |

| \| Classement général \| Classement général \| Classement général \| Classement général \| Classement général \| \| Coureur \| Coureur \| Pays \| Équipe \| Temps \| \| ------------------ \| ---------------------- \| ------------------ \| ------------------------- \| ------------------ \| \| 1re \| Zinaida Stahurskaia \| Biélorussie \| Gas Sport Team \| DQ \| \| 2e \| Diana Žiliūtė \| Lituanie \| Acca Due O-Lorena Camicie \| + 10 s \| \| 3e \| Nicole Brändli \| Suisse \| Edil Savino \| + 10 s \| \| 4e \| Rosalisa Lapomarda \| Italie \| La Rosa dei Venti \| + 10 s \| \| 5e \| Fabiana Luperini \| Italie \| Edil Savino \| + 10 s \| \| 6e \| Alessandra Cappellotto \| Italie \| Gas Sport Team \| + 23 s \| \| 7e \| Edita Pučinskaitė \| Lituanie \| Alfa Lum-RSM \| + 26 s \| \| 8e \| Joane Somarriba \| Espagne \| Alfa Lum-RSM \| + 33 s \| \| 9e \| Susanne Ljungskog \| Suède \| Vlaanderen-T Interim \| + 1 min 05 s \| \| 10e \| Cindy Pieters \| Belgique \| Vlaanderen-T Interim \| + 1 min 13 s \| |                        |             |                           |              |
| |                        |             |                           |              |
| |                        |             |                           |              |
| Classement général |                        |             |                           |              |
| Coureur | Coureur                | Pays        | Équipe                    | Temps        |
| 1re | Zinaida Stahurskaia    | Biélorussie | Gas Sport Team            | DQ           |
| 2e | Diana Žiliūtė          | Lituanie    | Acca Due O-Lorena Camicie | + 10 s       |
| 3e | Nicole Brändli         | Suisse      | Edil Savino               | + 10 s       |
| 4e | Rosalisa Lapomarda     | Italie      | La Rosa dei Venti         | + 10 s       |
| 5e | Fabiana Luperini       | Italie      | Edil Savino               | + 10 s       |
| 6e | Alessandra Cappellotto | Italie      | Gas Sport Team            | + 23 s       |
| 7e | Edita Pučinskaitė      | Lituanie    | Alfa Lum-RSM              | + 26 s       |
| 8e | Joane Somarriba        | Espagne     | Alfa Lum-RSM              | + 33 s       |
| 9e | Susanne Ljungskog      | Suède       | Vlaanderen-T Interim      | + 1 min 05 s |
| 10e | Cindy Pieters          | Belgique    | Vlaanderen-T Interim      | + 1 min 13 s |

### 3eétape
Greta Zocca s'adjuge une nouvelle victoire au sprint.
| \| Classement de l'étape \| Classement de l'étape \| Classement de l'étape \| Classement de l'étape \| Classement de l'étape \| \| Coureur \| Coureur \| Pays \| Équipe \| Temps \| \| --------------------- \| --------------------- \| --------------------- \| ---------------------------- \| --------------------- \| \| 1re \| Greta Zocca \| Italie \| Gas Sport Team \| 3 h 31 min 48 s \| \| 2e \| Leontien van Moorsel \| Pays-Bas \| Farm Frites-Hartol \| + 0 s \| \| 3e \| Mirjam Melchers \| Pays-Bas \| Acca Due O-Lorena Camicie \| + 0 s \| \| 4e \| Regina Schleicher \| Allemagne \| SC Michela Fanini Record Rox \| + 0 s \| \| 5e \| Olga Sljussarewa \| Russie \| Carpe Diem-Itera \| + 0 s \| \| 6e \| Zinaida Stahurskaia \| Biélorussie \| Gas Sport Team \| DQ \| \| 7e \| Monica Valvik-Valen \| Norvège \| Sponsorenservice \| + 0 s \| \| 8e \| Katia Longhin \| Italie \| Acca Due O-Lorena Camicie \| + 0 s \| \| 9e \| Sara Felloni \| Italie \| Alfa Lum-RSM \| + 0 s \| \| 10e \| Alessandra D'Ettorre \| Italie \| Aliverti-Immobilione Luca \| + 0 s \| |                      |             |                              |                 |
| |                      |             |                              |                 |
| |                      |             |                              |                 |
| Classement de l'étape |                      |             |                              |                 |
| Coureur | Coureur              | Pays        | Équipe                       | Temps           |
| 1re | Greta Zocca          | Italie      | Gas Sport Team               | 3 h 31 min 48 s |
| 2e | Leontien van Moorsel | Pays-Bas    | Farm Frites-Hartol           | + 0 s           |
| 3e | Mirjam Melchers      | Pays-Bas    | Acca Due O-Lorena Camicie    | + 0 s           |
| 4e | Regina Schleicher    | Allemagne   | SC Michela Fanini Record Rox | + 0 s           |
| 5e | Olga Sljussarewa     | Russie      | Carpe Diem-Itera             | + 0 s           |
| 6e | Zinaida Stahurskaia  | Biélorussie | Gas Sport Team               | DQ              |
| 7e | Monica Valvik-Valen  | Norvège     | Sponsorenservice             | + 0 s           |
| 8e | Katia Longhin        | Italie      | Acca Due O-Lorena Camicie    | + 0 s           |
| 9e | Sara Felloni         | Italie      | Alfa Lum-RSM                 | + 0 s           |
| 10e | Alessandra D'Ettorre | Italie      | Aliverti-Immobilione Luca    | + 0 s           |

| \| Classement général \| Classement général \| Classement général \| Classement général \| Classement général \| \| Coureur \| Coureur \| Pays \| Équipe \| Temps \| \| ------------------ \| ---------------------- \| ------------------ \| ------------------------- \| ------------------ \| \| 1re \| Zinaida Stahurskaia \| Biélorussie \| Gas Sport Team \| DQ \| \| 2e \| Diana Žiliūtė \| Lituanie \| Acca Due O-Lorena Camicie \| + 10 s \| \| 3e \| Nicole Brändli \| Suisse \| Edil Savino \| + 10 s \| \| 4e \| Fabiana Luperini \| Italie \| Edil Savino \| + 10 s \| \| 5e \| Alessandra Cappellotto \| Italie \| Gas Sport Team \| + 23 s \| \| 6e \| Edita Pučinskaitė \| Lituanie \| Alfa Lum-RSM \| + 26 s \| \| 7e \| Joane Somarriba \| Espagne \| Alfa Lum-RSM \| + 33 s \| \| 8e \| Rosalisa Lapomarda \| Italie \| La Rosa dei Venti \| + 44 s \| \| 9e \| Susanne Ljungskog \| Suède \| Vlaanderen-T Interim \| + 1 min 05 s \| \| 10e \| Cindy Pieters \| Belgique \| Vlaanderen-T Interim \| + 1 min 13 s \| |                        |             |                           |              |
| |                        |             |                           |              |
| |                        |             |                           |              |
| Classement général |                        |             |                           |              |
| Coureur | Coureur                | Pays        | Équipe                    | Temps        |
| 1re | Zinaida Stahurskaia    | Biélorussie | Gas Sport Team            | DQ           |
| 2e | Diana Žiliūtė          | Lituanie    | Acca Due O-Lorena Camicie | + 10 s       |
| 3e | Nicole Brändli         | Suisse      | Edil Savino               | + 10 s       |
| 4e | Fabiana Luperini       | Italie      | Edil Savino               | + 10 s       |
| 5e | Alessandra Cappellotto | Italie      | Gas Sport Team            | + 23 s       |
| 6e | Edita Pučinskaitė      | Lituanie    | Alfa Lum-RSM              | + 26 s       |
| 7e | Joane Somarriba        | Espagne     | Alfa Lum-RSM              | + 33 s       |
| 8e | Rosalisa Lapomarda     | Italie      | La Rosa dei Venti         | + 44 s       |
| 9e | Susanne Ljungskog      | Suède       | Vlaanderen-T Interim      | + 1 min 05 s |
| 10e | Cindy Pieters          | Belgique    | Vlaanderen-T Interim      | + 1 min 13 s |

### 4eétape
Le début d'étape est calme. Dans les dix derniers kilomètres, l'ascension permet aux favorites de s'isoler. Fabiana Luperini attaque, mais Zinaida Stahurskaia est la plus forte est s'impose.
| \| Classement de l'étape \| Classement de l'étape \| Classement de l'étape \| Classement de l'étape \| Classement de l'étape \| \| Coureur \| Coureur \| Pays \| Équipe \| Temps \| \| --------------------- \| ---------------------- \| --------------------- \| ------------------------- \| --------------------- \| \| 1re \| Zinaida Stahurskaia \| Biélorussie \| Gas Sport Team \| DQ \| \| 2e \| Diana Žiliūtė \| Lituanie \| Acca Due O-Lorena Camicie \| + 0 s \| \| 3e \| Fabiana Luperini \| Italie \| Edil Savino \| + 0 s \| \| 4e \| Nicole Brändli \| Suisse \| Edil Savino \| + 1 s \| \| 5e \| Edita Pučinskaitė \| Lituanie \| Alfa Lum-RSM \| + 1 s \| \| 6e \| Rosalisa Lapomarda \| Italie \| La Rosa dei Venti \| + 1 s \| \| 7e \| Alessandra Cappellotto \| Italie \| Gas Sport Team \| + 2 s \| \| 8e \| Susanne Ljungskog \| Suède \| Vlaanderen-T Interim \| + 2 s \| \| 9e \| Séverine Desbouys \| France \| Gas Sport Team \| + 2 s \| \| 10e \| Joane Somarriba \| Espagne \| Alfa Lum-RSM \| + 12 s \| |                        |             |                           |        |
| |                        |             |                           |        |
| |                        |             |                           |        |
| Classement de l'étape |                        |             |                           |        |
| Coureur | Coureur                | Pays        | Équipe                    | Temps  |
| 1re | Zinaida Stahurskaia    | Biélorussie | Gas Sport Team            | DQ     |
| 2e | Diana Žiliūtė          | Lituanie    | Acca Due O-Lorena Camicie | + 0 s  |
| 3e | Fabiana Luperini       | Italie      | Edil Savino               | + 0 s  |
| 4e | Nicole Brändli         | Suisse      | Edil Savino               | + 1 s  |
| 5e | Edita Pučinskaitė      | Lituanie    | Alfa Lum-RSM              | + 1 s  |
| 6e | Rosalisa Lapomarda     | Italie      | La Rosa dei Venti         | + 1 s  |
| 7e | Alessandra Cappellotto | Italie      | Gas Sport Team            | + 2 s  |
| 8e | Susanne Ljungskog      | Suède       | Vlaanderen-T Interim      | + 2 s  |
| 9e | Séverine Desbouys      | France      | Gas Sport Team            | + 2 s  |
| 10e | Joane Somarriba        | Espagne     | Alfa Lum-RSM              | + 12 s |

| \| Classement général \| Classement général \| Classement général \| Classement général \| Classement général \| \| Coureur \| Coureur \| Pays \| Équipe \| Temps \| \| ------------------ \| ---------------------- \| ------------------ \| ------------------------- \| ------------------ \| \| 1re \| Zinaida Stahurskaia \| Biélorussie \| Gas Sport Team \| DQ \| \| 2e \| Diana Žiliūtė \| Lituanie \| Acca Due O-Lorena Camicie \| + 10 s \| \| 3e \| Fabiana Luperini \| Italie \| Edil Savino \| + 10 s \| \| 4e \| Nicole Brändli \| Suisse \| Edil Savino \| + 11 s \| \| 5e \| Alessandra Cappellotto \| Italie \| Gas Sport Team \| + 25 s \| \| 6e \| Edita Pučinskaitė \| Lituanie \| Alfa Lum-RSM \| + 27 s \| \| 7e \| Joane Somarriba \| Espagne \| Alfa Lum-RSM \| + 45 s \| \| 8e \| Rosalisa Lapomarda \| Italie \| La Rosa dei Venti \| + 45 s \| \| 9e \| Susanne Ljungskog \| Suède \| Vlaanderen-T Interim \| + 1 min 07 s \| \| 10e \| Séverine Desbouys \| France \| Gas Sport Team \| + 1 min 15 s \| |                        |             |                           |              |
| |                        |             |                           |              |
| |                        |             |                           |              |
| Classement général |                        |             |                           |              |
| Coureur | Coureur                | Pays        | Équipe                    | Temps        |
| 1re | Zinaida Stahurskaia    | Biélorussie | Gas Sport Team            | DQ           |
| 2e | Diana Žiliūtė          | Lituanie    | Acca Due O-Lorena Camicie | + 10 s       |
| 3e | Fabiana Luperini       | Italie      | Edil Savino               | + 10 s       |
| 4e | Nicole Brändli         | Suisse      | Edil Savino               | + 11 s       |
| 5e | Alessandra Cappellotto | Italie      | Gas Sport Team            | + 25 s       |
| 6e | Edita Pučinskaitė      | Lituanie    | Alfa Lum-RSM              | + 27 s       |
| 7e | Joane Somarriba        | Espagne     | Alfa Lum-RSM              | + 45 s       |
| 8e | Rosalisa Lapomarda     | Italie      | La Rosa dei Venti         | + 45 s       |
| 9e | Susanne Ljungskog      | Suède       | Vlaanderen-T Interim      | + 1 min 07 s |
| 10e | Séverine Desbouys      | France      | Gas Sport Team            | + 1 min 15 s |

### 5eétape
L'étape est courue à haute vitesse. Elle se conclut au sprint et Greta Zocca lève les bras.
| \| Classement de l'étape \| Classement de l'étape \| Classement de l'étape \| Classement de l'étape \| Classement de l'étape \| \| Coureur \| Coureur \| Pays \| Équipe \| Temps \| \| --------------------- \| --------------------- \| --------------------- \| ------------------------------ \| --------------------- \| \| 1re \| Greta Zocca \| Italie \| Gas Sport Team \| 2 h 22 min 43 s \| \| 2e \| Olga Sljussarewa \| Russie \| Carpe Diem-Itera \| + 0 s \| \| 3e \| Rochelle Gilmore \| Australie \| Australie \| + 0 s \| \| 4e \| Vera Hohlfeld \| Allemagne \| Acca Due O-Lorena Camicie \| + 0 s \| \| 5e \| Monica Valvik-Valen \| Norvège \| Sponsorenservice \| + 0 s \| \| 6e \| Iryna Chuzhynova \| Ukraine \| Edil Savino \| + 0 s \| \| 7e \| Tanja Schmidt-Hennes \| Allemagne \| Equipe Nürnberger Versicherung \| + 0 s \| \| 8e \| Esther Van Der Helm \| Pays-Bas \| Farm Frites-Hartol \| + 0 s \| \| 9e \| Katia Longhin \| Italie \| Acca Due O-Lorena Camicie \| + 0 s \| \| 10e \| Regina Schleicher \| Allemagne \| SC Michela Fanini Record Rox \| + 0 s \| |                      |           |                                |                 |
| |                      |           |                                |                 |
| |                      |           |                                |                 |
| Classement de l'étape |                      |           |                                |                 |
| Coureur | Coureur              | Pays      | Équipe                         | Temps           |
| 1re | Greta Zocca          | Italie    | Gas Sport Team                 | 2 h 22 min 43 s |
| 2e | Olga Sljussarewa     | Russie    | Carpe Diem-Itera               | + 0 s           |
| 3e | Rochelle Gilmore     | Australie | Australie                      | + 0 s           |
| 4e | Vera Hohlfeld        | Allemagne | Acca Due O-Lorena Camicie      | + 0 s           |
| 5e | Monica Valvik-Valen  | Norvège   | Sponsorenservice               | + 0 s           |
| 6e | Iryna Chuzhynova     | Ukraine   | Edil Savino                    | + 0 s           |
| 7e | Tanja Schmidt-Hennes | Allemagne | Equipe Nürnberger Versicherung | + 0 s           |
| 8e | Esther Van Der Helm  | Pays-Bas  | Farm Frites-Hartol             | + 0 s           |
| 9e | Katia Longhin        | Italie    | Acca Due O-Lorena Camicie      | + 0 s           |
| 10e | Regina Schleicher    | Allemagne | SC Michela Fanini Record Rox   | + 0 s           |

| \| Classement général \| Classement général \| Classement général \| Classement général \| Classement général \| \| Coureur \| Coureur \| Pays \| Équipe \| Temps \| \| ------------------ \| ---------------------- \| ------------------ \| ------------------------- \| ------------------ \| \| 1re \| Zinaida Stahurskaia \| Biélorussie \| Gas Sport Team \| DQ \| \| 2e \| Diana Žiliūtė \| Lituanie \| Acca Due O-Lorena Camicie \| + 10 s \| \| 3e \| Nicole Brändli \| Suisse \| Edil Savino \| + 10 s \| \| 4e \| Fabiana Luperini \| Italie \| Edil Savino \| + 10 s \| \| 5e \| Alessandra Cappellotto \| Italie \| Gas Sport Team \| + 25 s \| \| 6e \| Edita Pučinskaitė \| Lituanie \| Alfa Lum-RSM \| + 26 s \| \| 7e \| Rosalisa Lapomarda \| Italie \| La Rosa dei Venti \| + 44 s \| \| 8e \| Joane Somarriba \| Espagne \| Alfa Lum-RSM \| + 45 s \| \| 9e \| Susanne Ljungskog \| Suède \| Vlaanderen-T Interim \| + 1 min 07 s \| \| 10e \| Séverine Desbouys \| France \| Gas Sport Team \| + 1 min 15 s \| |                        |             |                           |              |
| |                        |             |                           |              |
| |                        |             |                           |              |
| Classement général |                        |             |                           |              |
| Coureur | Coureur                | Pays        | Équipe                    | Temps        |
| 1re | Zinaida Stahurskaia    | Biélorussie | Gas Sport Team            | DQ           |
| 2e | Diana Žiliūtė          | Lituanie    | Acca Due O-Lorena Camicie | + 10 s       |
| 3e | Nicole Brändli         | Suisse      | Edil Savino               | + 10 s       |
| 4e | Fabiana Luperini       | Italie      | Edil Savino               | + 10 s       |
| 5e | Alessandra Cappellotto | Italie      | Gas Sport Team            | + 25 s       |
| 6e | Edita Pučinskaitė      | Lituanie    | Alfa Lum-RSM              | + 26 s       |
| 7e | Rosalisa Lapomarda     | Italie      | La Rosa dei Venti         | + 44 s       |
| 8e | Joane Somarriba        | Espagne     | Alfa Lum-RSM              | + 45 s       |
| 9e | Susanne Ljungskog      | Suède       | Vlaanderen-T Interim      | + 1 min 07 s |
| 10e | Séverine Desbouys      | France      | Gas Sport Team            | + 1 min 15 s |

### 6eétape
La première échappée sort au bout de dix kilomètres. Elle est constituée de dix coureuses : Daniela Veronesi, Zita Urbonaite, Rocca, Roberta Bonanomi, Schleicher, Wright, Stensvold, Valen, Algelid et Hellmuth. Au bout de vingt kilomètres, il a cinq minutes cinquante d'avance. Dans la première montée de la difficulté du jour, Bonanomi, Urbonaite et Veronesi distancent le reste du groupe. Le tour suivant, Bonanomi tente de partir seule, mais Veronesi est vigilante. Elle contre et termine seule. Derrière, Zinaida Stahurskaia gagne du temps sur ses concurrentes. Fabiana Luperini perd notamment vingt-sept secondes.
| \| Classement de l'étape \| Classement de l'étape \| Classement de l'étape \| Classement de l'étape \| Classement de l'étape \| \| Coureur \| Coureur \| Pays \| Équipe \| Temps \| \| --------------------- \| ---------------------- \| --------------------- \| ------------------------- \| --------------------- \| \| 1re \| Daniela Veronesi \| Saint-Marin \| Alfa Lum-RSM \| 3 h 11 min 38 s \| \| 2e \| Roberta Bonanomi \| Italie \| Gas Sport Team \| + 55 s \| \| 3e \| Zita Urbonaitė \| Lituanie \| Acca Due O-Lorena Camicie \| + 57 s \| \| 4e \| Zinaida Stahurskaia \| Biélorussie \| Gas Sport Team \| DQ \| \| 5e \| Nicole Brändli \| Suisse \| Edil Savino \| + 1 min 41 s \| \| 6e \| Diana Žiliūtė \| Lituanie \| Acca Due O-Lorena Camicie \| + 1 min 42 s \| \| 7e \| Alessandra Cappellotto \| Italie \| Gas Sport Team \| + 1 min 45 s \| \| 8e \| Edita Pučinskaitė \| Lituanie \| Alfa Lum-RSM \| + 1 min 45 s \| \| 9e \| Rosalisa Lapomarda \| Italie \| La Rosa dei Venti \| + 1 min 45 s \| \| 10e \| Séverine Desbouys \| France \| Gas Sport Team \| + 2 min 11 s \| |                        |             |                           |                 |
| |                        |             |                           |                 |
| |                        |             |                           |                 |
| Classement de l'étape |                        |             |                           |                 |
| Coureur | Coureur                | Pays        | Équipe                    | Temps           |
| 1re | Daniela Veronesi       | Saint-Marin | Alfa Lum-RSM              | 3 h 11 min 38 s |
| 2e | Roberta Bonanomi       | Italie      | Gas Sport Team            | + 55 s          |
| 3e | Zita Urbonaitė         | Lituanie    | Acca Due O-Lorena Camicie | + 57 s          |
| 4e | Zinaida Stahurskaia    | Biélorussie | Gas Sport Team            | DQ              |
| 5e | Nicole Brändli         | Suisse      | Edil Savino               | + 1 min 41 s    |
| 6e | Diana Žiliūtė          | Lituanie    | Acca Due O-Lorena Camicie | + 1 min 42 s    |
| 7e | Alessandra Cappellotto | Italie      | Gas Sport Team            | + 1 min 45 s    |
| 8e | Edita Pučinskaitė      | Lituanie    | Alfa Lum-RSM              | + 1 min 45 s    |
| 9e | Rosalisa Lapomarda     | Italie      | La Rosa dei Venti         | + 1 min 45 s    |
| 10e | Séverine Desbouys      | France      | Gas Sport Team            | + 2 min 11 s    |

| \| Classement général \| Classement général \| Classement général \| Classement général \| Classement général \| \| Coureur \| Coureur \| Pays \| Équipe \| Temps \| \| ------------------ \| ---------------------- \| ------------------ \| ------------------------- \| ------------------ \| \| 1re \| Zinaida Stahurskaia \| Biélorussie \| Gas Sport Team \| DQ \| \| 2e \| Nicole Brändli \| Suisse \| Edil Savino \| + 17 s \| \| 3e \| Diana Žiliūtė \| Lituanie \| Acca Due O-Lorena Camicie \| + 18 s \| \| 4e \| Alessandra Cappellotto \| Italie \| Gas Sport Team \| + 36 s \| \| 5e \| Edita Pučinskaitė \| Lituanie \| Alfa Lum-RSM \| + 37 s \| \| 6e \| Fabiana Luperini \| Italie \| Edil Savino \| + 47 s \| \| 7e \| Rosalisa Lapomarda \| Italie \| La Rosa dei Venti \| + 55 s \| \| 8e \| Joane Somarriba \| Espagne \| Alfa Lum-RSM \| + 1 min 22 s \| \| 9e \| Susanne Ljungskog \| Suède \| Vlaanderen-T Interim \| + 1 min 44 s \| \| 10e \| Séverine Desbouys \| France \| Gas Sport Team \| + 1 min 52 s \| |                        |             |                           |              |
| |                        |             |                           |              |
| |                        |             |                           |              |
| Classement général |                        |             |                           |              |
| Coureur | Coureur                | Pays        | Équipe                    | Temps        |
| 1re | Zinaida Stahurskaia    | Biélorussie | Gas Sport Team            | DQ           |
| 2e | Nicole Brändli         | Suisse      | Edil Savino               | + 17 s       |
| 3e | Diana Žiliūtė          | Lituanie    | Acca Due O-Lorena Camicie | + 18 s       |
| 4e | Alessandra Cappellotto | Italie      | Gas Sport Team            | + 36 s       |
| 5e | Edita Pučinskaitė      | Lituanie    | Alfa Lum-RSM              | + 37 s       |
| 6e | Fabiana Luperini       | Italie      | Edil Savino               | + 47 s       |
| 7e | Rosalisa Lapomarda     | Italie      | La Rosa dei Venti         | + 55 s       |
| 8e | Joane Somarriba        | Espagne     | Alfa Lum-RSM              | + 1 min 22 s |
| 9e | Susanne Ljungskog      | Suède       | Vlaanderen-T Interim      | + 1 min 44 s |
| 10e | Séverine Desbouys      | France      | Gas Sport Team            | + 1 min 52 s |

### 7eétape
Un trio sort après le premier sprint intermédiaire : Simona Parente, Roberta Bonanomi et Olga Zabelinskaïa. Dans une montée, Bonanomi se fait distancer. Le duo a une avance de quatre minutes vingt à vingt-cinq kilomètres de l'arrivée. Au sprint, Parente s'impose. Le peloton termine deux minutes plus tard et est réglé par Diana Žiliūtė.
| \| Classement de l'étape \| Classement de l'étape \| Classement de l'étape \| Classement de l'étape \| Classement de l'étape \| \| Coureur \| Coureur \| Pays \| Équipe \| Temps \| \| --------------------- \| ---------------------- \| --------------------- \| ------------------------- \| --------------------- \| \| 1re \| Simona Parente \| Italie \| Edil Savino \| 3 h 51 min 57 s \| \| 2e \| Olga Zabelinskaïa \| Russie \| Carpe Diem-Itera \| + 4 s \| \| 3e \| Diana Žiliūtė \| Lituanie \| Acca Due O-Lorena Camicie \| + 2 min 17 s \| \| 4e \| Zinaida Stahurskaia \| Biélorussie \| Gas Sport Team \| DQ \| \| 5e \| Rosalisa Lapomarda \| Italie \| La Rosa dei Venti \| + 2 min 17 s \| \| 6e \| Fabiana Luperini \| Italie \| Edil Savino \| + 2 min 17 s \| \| 7e \| Edita Pučinskaitė \| Lituanie \| Alfa Lum-RSM \| + 2 min 17 s \| \| 8e \| Alessandra Cappellotto \| Italie \| Gas Sport Team \| + 2 min 17 s \| \| 9e \| Nicole Brändli \| Suisse \| Edil Savino \| + 2 min 17 s \| \| 10e \| Susanne Ljungskog \| Suède \| Vlaanderen-T Interim \| + 2 min 17 s \| |                        |             |                           |                 |
| |                        |             |                           |                 |
| |                        |             |                           |                 |
| Classement de l'étape |                        |             |                           |                 |
| Coureur | Coureur                | Pays        | Équipe                    | Temps           |
| 1re | Simona Parente         | Italie      | Edil Savino               | 3 h 51 min 57 s |
| 2e | Olga Zabelinskaïa      | Russie      | Carpe Diem-Itera          | + 4 s           |
| 3e | Diana Žiliūtė          | Lituanie    | Acca Due O-Lorena Camicie | + 2 min 17 s    |
| 4e | Zinaida Stahurskaia    | Biélorussie | Gas Sport Team            | DQ              |
| 5e | Rosalisa Lapomarda     | Italie      | La Rosa dei Venti         | + 2 min 17 s    |
| 6e | Fabiana Luperini       | Italie      | Edil Savino               | + 2 min 17 s    |
| 7e | Edita Pučinskaitė      | Lituanie    | Alfa Lum-RSM              | + 2 min 17 s    |
| 8e | Alessandra Cappellotto | Italie      | Gas Sport Team            | + 2 min 17 s    |
| 9e | Nicole Brändli         | Suisse      | Edil Savino               | + 2 min 17 s    |
| 10e | Susanne Ljungskog      | Suède       | Vlaanderen-T Interim      | + 2 min 17 s    |

| \| Classement général \| Classement général \| Classement général \| Classement général \| Classement général \| \| Coureur \| Coureur \| Pays \| Équipe \| Temps \| \| ------------------ \| ---------------------- \| ------------------ \| ------------------------- \| ------------------ \| \| 1re \| Zinaida Stahurskaia \| Biélorussie \| Gas Sport Team \| DQ \| \| 2e \| Nicole Brändli \| Suisse \| Edil Savino \| + 17 s \| \| 3e \| Diana Žiliūtė \| Lituanie \| Acca Due O-Lorena Camicie \| + 18 s \| \| 4e \| Alessandra Cappellotto \| Italie \| Gas Sport Team \| + 36 s \| \| 5e \| Edita Pučinskaitė \| Lituanie \| Alfa Lum-RSM \| + 37 s \| \| 6e \| Fabiana Luperini \| Italie \| Edil Savino \| + 47 s \| \| 7e \| Rosalisa Lapomarda \| Italie \| La Rosa dei Venti \| + 55 s \| \| 8e \| Joane Somarriba \| Espagne \| Alfa Lum-RSM \| + 1 min 22 s \| \| 9e \| Susanne Ljungskog \| Suède \| Vlaanderen-T Interim \| + 1 min 44 s \| \| 10e \| Simona Parente \| Italie \| Edil Savino \| + 1 min 44 s \| |                        |             |                           |              |
| |                        |             |                           |              |
| |                        |             |                           |              |
| Classement général |                        |             |                           |              |
| Coureur | Coureur                | Pays        | Équipe                    | Temps        |
| 1re | Zinaida Stahurskaia    | Biélorussie | Gas Sport Team            | DQ           |
| 2e | Nicole Brändli         | Suisse      | Edil Savino               | + 17 s       |
| 3e | Diana Žiliūtė          | Lituanie    | Acca Due O-Lorena Camicie | + 18 s       |
| 4e | Alessandra Cappellotto | Italie      | Gas Sport Team            | + 36 s       |
| 5e | Edita Pučinskaitė      | Lituanie    | Alfa Lum-RSM              | + 37 s       |
| 6e | Fabiana Luperini       | Italie      | Edil Savino               | + 47 s       |
| 7e | Rosalisa Lapomarda     | Italie      | La Rosa dei Venti         | + 55 s       |
| 8e | Joane Somarriba        | Espagne     | Alfa Lum-RSM              | + 1 min 22 s |
| 9e | Susanne Ljungskog      | Suède       | Vlaanderen-T Interim      | + 1 min 44 s |
| 10e | Simona Parente         | Italie      | Edil Savino               | + 1 min 44 s |

### 8eétape
Zinaida Stahurskaia chute à trois tours de l'arrivée, mais revient ensuite dans le peloton. L'étape se termine au sprint avec une nouvelle victoire de Greta Zocca.
| \| Classement de l'étape \| Classement de l'étape \| Classement de l'étape \| Classement de l'étape \| Classement de l'étape \| \| Coureur \| Coureur \| Pays \| Équipe \| Temps \| \| --------------------- \| --------------------- \| --------------------- \| ------------------------- \| --------------------- \| \| 1re \| Greta Zocca \| Italie \| Gas Sport Team \| 2 h 34 min 09 s \| \| 2e \| Katia Longhin \| Italie \| Acca Due O-Lorena Camicie \| + 0 s \| \| 3e \| Rochelle Gilmore \| Australie \| Australie \| + 0 s \| \| 4e \| Zinaida Stahurskaia \| Biélorussie \| Gas Sport Team \| DQ \| \| 5e \| Julia Martisova \| Russie \| Carpe Diem-Itera \| + 0 s \| \| 6e \| Małgorzata Wysocka \| Pologne \| Ciegi \| + 0 s \| \| 7e \| Andrea Bosman \| Pays-Bas \| Farm Frites-Hartol \| + 0 s \| \| 8e \| Sara Felloni \| Italie \| Alfa Lum-RSM \| + 0 s \| \| 9e \| Priska Doppmann \| Suisse \| Acca Due O-Lorena Camicie \| + 0 s \| \| 10e \| Francesca Castrucci \| Italie \| Aliverti-Immobilione Luca \| + 0 s \| |                     |             |                           |                 |
| |                     |             |                           |                 |
| |                     |             |                           |                 |
| Classement de l'étape |                     |             |                           |                 |
| Coureur | Coureur             | Pays        | Équipe                    | Temps           |
| 1re | Greta Zocca         | Italie      | Gas Sport Team            | 2 h 34 min 09 s |
| 2e | Katia Longhin       | Italie      | Acca Due O-Lorena Camicie | + 0 s           |
| 3e | Rochelle Gilmore    | Australie   | Australie                 | + 0 s           |
| 4e | Zinaida Stahurskaia | Biélorussie | Gas Sport Team            | DQ              |
| 5e | Julia Martisova     | Russie      | Carpe Diem-Itera          | + 0 s           |
| 6e | Małgorzata Wysocka  | Pologne     | Ciegi                     | + 0 s           |
| 7e | Andrea Bosman       | Pays-Bas    | Farm Frites-Hartol        | + 0 s           |
| 8e | Sara Felloni        | Italie      | Alfa Lum-RSM              | + 0 s           |
| 9e | Priska Doppmann     | Suisse      | Acca Due O-Lorena Camicie | + 0 s           |
| 10e | Francesca Castrucci | Italie      | Aliverti-Immobilione Luca | + 0 s           |

| \| Classement général \| Classement général \| Classement général \| Classement général \| Classement général \| \| Coureur \| Coureur \| Pays \| Équipe \| Temps \| \| ------------------ \| ---------------------- \| ------------------ \| ------------------------- \| ------------------ \| \| 1re \| Zinaida Stahurskaia \| Biélorussie \| Gas Sport Team \| DQ \| \| 2e \| Nicole Brändli \| Suisse \| Edil Savino \| + 17 s \| \| 3e \| Diana Žiliūtė \| Lituanie \| Acca Due O-Lorena Camicie \| + 18 s \| \| 4e \| Alessandra Cappellotto \| Italie \| Gas Sport Team \| + 36 s \| \| 5e \| Edita Pučinskaitė \| Lituanie \| Alfa Lum-RSM \| + 37 s \| \| 6e \| Fabiana Luperini \| Italie \| Edil Savino \| + 47 s \| \| 7e \| Rosalisa Lapomarda \| Italie \| La Rosa dei Venti \| + 55 s \| \| 8e \| Joane Somarriba \| Espagne \| Alfa Lum-RSM \| + 1 min 22 s \| \| 9e \| Susanne Ljungskog \| Suède \| Vlaanderen-T Interim \| + 1 min 44 s \| \| 10e \| Simona Parente \| Italie \| Edil Savino \| + 1 min 49 s \| |                        |             |                           |              |
| |                        |             |                           |              |
| |                        |             |                           |              |
| Classement général |                        |             |                           |              |
| Coureur | Coureur                | Pays        | Équipe                    | Temps        |
| 1re | Zinaida Stahurskaia    | Biélorussie | Gas Sport Team            | DQ           |
| 2e | Nicole Brändli         | Suisse      | Edil Savino               | + 17 s       |
| 3e | Diana Žiliūtė          | Lituanie    | Acca Due O-Lorena Camicie | + 18 s       |
| 4e | Alessandra Cappellotto | Italie      | Gas Sport Team            | + 36 s       |
| 5e | Edita Pučinskaitė      | Lituanie    | Alfa Lum-RSM              | + 37 s       |
| 6e | Fabiana Luperini       | Italie      | Edil Savino               | + 47 s       |
| 7e | Rosalisa Lapomarda     | Italie      | La Rosa dei Venti         | + 55 s       |
| 8e | Joane Somarriba        | Espagne     | Alfa Lum-RSM              | + 1 min 22 s |
| 9e | Susanne Ljungskog      | Suède       | Vlaanderen-T Interim      | + 1 min 44 s |
| 10e | Simona Parente         | Italie      | Edil Savino               | + 1 min 49 s |

### 9eétape
L'étape fait de gros écart. Zinaida Stahurskaia, Nicole Brändli, Rosalisa Lapomarda finissent détachées. La première s'impose. Joane Somarriba perd plus de trois minutes.
| \| Classement de l'étape \| Classement de l'étape \| Classement de l'étape \| Classement de l'étape \| Classement de l'étape \| \| Coureur \| Coureur \| Pays \| Équipe \| Temps \| \| --------------------- \| ---------------------- \| --------------------- \| ------------------------- \| --------------------- \| \| 1re \| Zinaida Stahurskaia \| Biélorussie \| Gas Sport Team \| DQ \| \| 2e \| Nicole Brändli \| Suisse \| Edil Savino \| + 3 s \| \| 3e \| Rosalisa Lapomarda \| Italie \| La Rosa dei Venti \| + 3 s \| \| 4e \| Alessandra Cappellotto \| Italie \| Gas Sport Team \| + 51 s \| \| 5e \| Edita Pučinskaitė \| Lituanie \| Alfa Lum-RSM \| + 1 min 48 s \| \| 6e \| Fabiana Luperini \| Italie \| Edil Savino \| + 2 min 30 s \| \| 7e \| Olga Zabelinskaïa \| Russie \| Carpe Diem-Itera \| + 2 min 31 s \| \| 8e \| Joane Somarriba \| Espagne \| Alfa Lum-RSM \| + 3 min 14 s \| \| 9e \| Cindy Pieters \| Belgique \| Vlaanderen-T Interim \| + 3 min 32 s \| \| 10e \| Diana Žiliūtė \| Lituanie \| Acca Due O-Lorena Camicie \| + 3 min 35 s \| |                        |             |                           |              |
| |                        |             |                           |              |
| |                        |             |                           |              |
| Classement de l'étape |                        |             |                           |              |
| Coureur | Coureur                | Pays        | Équipe                    | Temps        |
| 1re | Zinaida Stahurskaia    | Biélorussie | Gas Sport Team            | DQ           |
| 2e | Nicole Brändli         | Suisse      | Edil Savino               | + 3 s        |
| 3e | Rosalisa Lapomarda     | Italie      | La Rosa dei Venti         | + 3 s        |
| 4e | Alessandra Cappellotto | Italie      | Gas Sport Team            | + 51 s       |
| 5e | Edita Pučinskaitė      | Lituanie    | Alfa Lum-RSM              | + 1 min 48 s |
| 6e | Fabiana Luperini       | Italie      | Edil Savino               | + 2 min 30 s |
| 7e | Olga Zabelinskaïa      | Russie      | Carpe Diem-Itera          | + 2 min 31 s |
| 8e | Joane Somarriba        | Espagne     | Alfa Lum-RSM              | + 3 min 14 s |
| 9e | Cindy Pieters          | Belgique    | Vlaanderen-T Interim      | + 3 min 32 s |
| 10e | Diana Žiliūtė          | Lituanie    | Acca Due O-Lorena Camicie | + 3 min 35 s |

| \| Classement général \| Classement général \| Classement général \| Classement général \| Classement général \| \| Coureur \| Coureur \| Pays \| Équipe \| Temps \| \| ------------------ \| ------------------- \| ------------------ \| ------------------ \| ------------------ \| \| 1re \| Zinaida Stahurskaia \| Biélorussie \| Gas Sport Team \| DQ \| |                     |             |                |       |
| |                     |             |                |       |
| |                     |             |                |       |
| Classement général |                     |             |                |       |
| Coureur | Coureur             | Pays        | Équipe         | Temps |
| 1re | Zinaida Stahurskaia | Biélorussie | Gas Sport Team | DQ    |

### 10eétape
Fabiana Luperini s'échappe en début d'étape. Toutefois, tout se décide dans l'ascension finale. Comme la veille, Nicole Brändli,	Rosalisa Lapomarda et Zinaida Stahurskaia s'isolent dans les pentes. La Suissesse se montre la plus rapide des trois.
| \| Classement de l'étape \| Classement de l'étape \| Classement de l'étape \| Classement de l'étape \| Classement de l'étape \| \| Coureur \| Coureur \| Pays \| Équipe \| Temps \| \| --------------------- \| ---------------------- \| --------------------- \| ------------------------- \| --------------------- \| \| 1re \| Nicole Brändli \| Suisse \| Edil Savino \| 3 h 52 min 41 s \| \| 2e \| Rosalisa Lapomarda \| Italie \| La Rosa dei Venti \| + 0 s \| \| 3e \| Zinaida Stahurskaia \| Biélorussie \| Gas Sport Team \| DQ \| \| 4e \| Diana Žiliūtė \| Lituanie \| Acca Due O-Lorena Camicie \| + 1 min 12 s \| \| 5e \| Fabiana Luperini \| Italie \| Edil Savino \| + 1 min 15 s \| \| 6e \| Mirjam Melchers \| Pays-Bas \| Acca Due O-Lorena Camicie \| + 1 min 18 s \| \| 7e \| Alessandra Cappellotto \| Italie \| Gas Sport Team \| + 1 min 37 s \| \| 8e \| Olga Zabelinskaïa \| Russie \| Carpe Diem-Itera \| + 1 min 51 s \| \| 9e \| Susanne Ljungskog \| Suède \| Vlaanderen-T Interim \| + 2 min 04 s \| \| 10e \| Edita Pučinskaitė \| Lituanie \| Alfa Lum-RSM \| + 2 min 04 s \| |                        |             |                           |                 |
| |                        |             |                           |                 |
| |                        |             |                           |                 |
| Classement de l'étape |                        |             |                           |                 |
| Coureur | Coureur                | Pays        | Équipe                    | Temps           |
| 1re | Nicole Brändli         | Suisse      | Edil Savino               | 3 h 52 min 41 s |
| 2e | Rosalisa Lapomarda     | Italie      | La Rosa dei Venti         | + 0 s           |
| 3e | Zinaida Stahurskaia    | Biélorussie | Gas Sport Team            | DQ              |
| 4e | Diana Žiliūtė          | Lituanie    | Acca Due O-Lorena Camicie | + 1 min 12 s    |
| 5e | Fabiana Luperini       | Italie      | Edil Savino               | + 1 min 15 s    |
| 6e | Mirjam Melchers        | Pays-Bas    | Acca Due O-Lorena Camicie | + 1 min 18 s    |
| 7e | Alessandra Cappellotto | Italie      | Gas Sport Team            | + 1 min 37 s    |
| 8e | Olga Zabelinskaïa      | Russie      | Carpe Diem-Itera          | + 1 min 51 s    |
| 9e | Susanne Ljungskog      | Suède       | Vlaanderen-T Interim      | + 2 min 04 s    |
| 10e | Edita Pučinskaitė      | Lituanie    | Alfa Lum-RSM              | + 2 min 04 s    |

| \| Classement général \| Classement général \| Classement général \| Classement général \| Classement général \| \| Coureur \| Coureur \| Pays \| Équipe \| Temps \| \| ------------------ \| ---------------------- \| ------------------ \| ------------------------- \| ------------------ \| \| 1re \| Zinaida Stahurskaia \| Biélorussie \| Gas Sport Team \| DQ \| \| 2e \| Nicole Brändli \| Suisse \| Edil Savino \| + 20 s \| \| 3e \| Rosalisa Lapomarda \| Italie \| La Rosa dei Venti \| + 58 s \| \| 4e \| Alessandra Cappellotto \| Italie \| Gas Sport Team \| + 3 min 04 s \| \| 5e \| Edita Pučinskaitė \| Lituanie \| Alfa Lum-RSM \| + 4 min 30 s \| \| 6e \| Fabiana Luperini \| Italie \| Edil Savino \| + 4 min 32 s \| \| 7e \| Diana Žiliūtė \| Lituanie \| Acca Due O-Lorena Camicie \| + 5 min 05 s \| \| 8e \| Joane Somarriba \| Espagne \| Alfa Lum-RSM \| + 6 min 54 s \| \| 9e \| Cindy Pieters \| Belgique \| Vlaanderen-T Interim \| + 9 min 00 s \| \| 10e \| Simona Parente \| Italie \| Edil Savino \| + 10 min 30 s \| |                        |             |                           |               |
| |                        |             |                           |               |
| |                        |             |                           |               |
| Classement général |                        |             |                           |               |
| Coureur | Coureur                | Pays        | Équipe                    | Temps         |
| 1re | Zinaida Stahurskaia    | Biélorussie | Gas Sport Team            | DQ            |
| 2e | Nicole Brändli         | Suisse      | Edil Savino               | + 20 s        |
| 3e | Rosalisa Lapomarda     | Italie      | La Rosa dei Venti         | + 58 s        |
| 4e | Alessandra Cappellotto | Italie      | Gas Sport Team            | + 3 min 04 s  |
| 5e | Edita Pučinskaitė      | Lituanie    | Alfa Lum-RSM              | + 4 min 30 s  |
| 6e | Fabiana Luperini       | Italie      | Edil Savino               | + 4 min 32 s  |
| 7e | Diana Žiliūtė          | Lituanie    | Acca Due O-Lorena Camicie | + 5 min 05 s  |
| 8e | Joane Somarriba        | Espagne     | Alfa Lum-RSM              | + 6 min 54 s  |
| 9e | Cindy Pieters          | Belgique    | Vlaanderen-T Interim      | + 9 min 00 s  |
| 10e | Simona Parente         | Italie      | Edil Savino               | + 10 min 30 s |

### 11eétape
Rosalisa La Pomarda est interdite de départ après un contrôle sanguin l'indiquant inapte à concourir. Le début d'étape est marqué par de nombreuses attaques. Le dernier sommet est à huit kilomètres de l'arrivée. Stahurskaia sort dans la descente. Elle est reprise par Brändli sous la flamme rouge, mais est victime d'un incident mécanique aux 500 m. Brändli s'impose donc. Stahurskaia pense avoir perdu le maillot rose à cause de problème mécanique, néanmoins le jury lui attribue le même temps que la vainqueur.
| \| Classement de l'étape \| Classement de l'étape \| Classement de l'étape \| Classement de l'étape \| Classement de l'étape \| \| Coureur \| Coureur \| Pays \| Équipe \| Temps \| \| --------------------- \| --------------------- \| --------------------- \| ------------------------- \| --------------------- \| \| 1re \| Nicole Brändli \| Suisse \| Edil Savino \| 2 h 32 min 35 s \| \| 2e \| Joane Somarriba \| Espagne \| Alfa Lum-RSM \| + 38 s \| \| 3e \| Zinaida Stahurskaia \| Biélorussie \| Gas Sport Team \| DQ \| \| 4e \| Fabiana Luperini \| Italie \| Edil Savino \| + 38 s \| \| 5e \| Tatiana Stiajkina \| Ukraine \| Alfa Lum-RSM \| + 47 s \| \| 6e \| Mirjam Melchers \| Pays-Bas \| Acca Due O-Lorena Camicie \| + 1 min 02 s \| \| 7e \| Diana Žiliūtė \| Lituanie \| Acca Due O-Lorena Camicie \| + 1 min 02 s \| \| 8e \| Olga Zabelinskaïa \| Russie \| Carpe Diem-Itera \| + 1 min 16 s \| \| 9e \| Marcia Eicher \| Suisse \| Carpe Diem-Itera \| + 1 min 16 s \| \| 10e \| Cindy Pieters \| Belgique \| Vlaanderen-T Interim \| + 1 min 16 s \| |                     |             |                           |                 |
| |                     |             |                           |                 |
| |                     |             |                           |                 |
| Classement de l'étape |                     |             |                           |                 |
| Coureur | Coureur             | Pays        | Équipe                    | Temps           |
| 1re | Nicole Brändli      | Suisse      | Edil Savino               | 2 h 32 min 35 s |
| 2e | Joane Somarriba     | Espagne     | Alfa Lum-RSM              | + 38 s          |
| 3e | Zinaida Stahurskaia | Biélorussie | Gas Sport Team            | DQ              |
| 4e | Fabiana Luperini    | Italie      | Edil Savino               | + 38 s          |
| 5e | Tatiana Stiajkina   | Ukraine     | Alfa Lum-RSM              | + 47 s          |
| 6e | Mirjam Melchers     | Pays-Bas    | Acca Due O-Lorena Camicie | + 1 min 02 s    |
| 7e | Diana Žiliūtė       | Lituanie    | Acca Due O-Lorena Camicie | + 1 min 02 s    |
| 8e | Olga Zabelinskaïa   | Russie      | Carpe Diem-Itera          | + 1 min 16 s    |
| 9e | Marcia Eicher       | Suisse      | Carpe Diem-Itera          | + 1 min 16 s    |
| 10e | Cindy Pieters       | Belgique    | Vlaanderen-T Interim      | + 1 min 16 s    |

| \| Classement général \| Classement général \| Classement général \| Classement général \| Classement général \| \| Coureur \| Coureur \| Pays \| Équipe \| Temps \| \| ------------------ \| ---------------------- \| ------------------ \| ------------------------- \| ------------------ \| \| 1re \| Zinaida Stahurskaia \| Biélorussie \| Gas Sport Team \| DQ \| \| 2e \| Nicole Brändli \| Suisse \| Edil Savino \| + 20 s \| \| 3e \| Fabiana Luperini \| Italie \| Edil Savino \| + 5 min 10 s \| \| 4e \| Alessandra Cappellotto \| Italie \| Gas Sport Team \| + 5 min 11 s \| \| 5e \| Edita Pučinskaitė \| Lituanie \| Alfa Lum-RSM \| + 5 min 46 s \| \| 6e \| Diana Žiliūtė \| Lituanie \| Acca Due O-Lorena Camicie \| + 6 min 07 s \| \| 7e \| Joane Somarriba \| Espagne \| Alfa Lum-RSM \| + 7 min 32 s \| \| 8e \| Cindy Pieters \| Belgique \| Vlaanderen-T Interim \| + 10 min 16 s \| \| 9e \| Mirjam Melchers \| Pays-Bas \| Acca Due O-Lorena Camicie \| + 11 min 49 s \| \| 10e \| Simona Parente \| Italie \| Edil Savino \| + 13 min 07 s \| |                        |             |                           |               |
| |                        |             |                           |               |
| |                        |             |                           |               |
| Classement général |                        |             |                           |               |
| Coureur | Coureur                | Pays        | Équipe                    | Temps         |
| 1re | Zinaida Stahurskaia    | Biélorussie | Gas Sport Team            | DQ            |
| 2e | Nicole Brändli         | Suisse      | Edil Savino               | + 20 s        |
| 3e | Fabiana Luperini       | Italie      | Edil Savino               | + 5 min 10 s  |
| 4e | Alessandra Cappellotto | Italie      | Gas Sport Team            | + 5 min 11 s  |
| 5e | Edita Pučinskaitė      | Lituanie    | Alfa Lum-RSM              | + 5 min 46 s  |
| 6e | Diana Žiliūtė          | Lituanie    | Acca Due O-Lorena Camicie | + 6 min 07 s  |
| 7e | Joane Somarriba        | Espagne     | Alfa Lum-RSM              | + 7 min 32 s  |
| 8e | Cindy Pieters          | Belgique    | Vlaanderen-T Interim      | + 10 min 16 s |
| 9e | Mirjam Melchers        | Pays-Bas    | Acca Due O-Lorena Camicie | + 11 min 49 s |
| 10e | Simona Parente         | Italie      | Edil Savino               | + 13 min 07 s |

### 12eétape
Au kilomètre trente-six, Elena Tchalykh part. Elle est suivie par quatre autres coureuses : Jorunn Kvalø, Roberta Bonanomi, Zita Urbonaitė et Svetlana Samokhvalova. Ce groupe n'est plus repris. Tchalykh gagne le sprint.
| \| Classement de l'étape \| Classement de l'étape \| Classement de l'étape \| Classement de l'étape \| Classement de l'étape \| \| Coureur \| Coureur \| Pays \| Équipe \| Temps \| \| --------------------- \| --------------------- \| --------------------- \| ---------------------------- \| --------------------- \| \| 1re \| Elena Tchalykh \| Russie \| \| 2 h 45 min 19 s \| \| 2e \| Jorunn Kvalø \| Norvège \| Sponsorenservice \| + 0 s \| \| 3e \| Roberta Bonanomi \| Italie \| Gas Sport Team \| + 0 s \| \| 4e \| Zita Urbonaitė \| Lituanie \| Acca Due O-Lorena Camicie \| + 0 s \| \| 5e \| Svetlana Samokhvalova \| Russie \| Carpe Diem-Itera \| + 10 s \| \| 6e \| Arenda Grimberg \| Pays-Bas \| Acca Due O-Lorena Camicie \| + 1 min 35 s \| \| 7e \| Lara Ruthven \| États-Unis \| Carpe Diem-Itera \| + 1 min 35 s \| \| 8e \| Valentyna Karpenko \| Ukraine \| Ciegi \| + 1 min 35 s \| \| 9e \| Regina Schleicher \| Allemagne \| SC Michela Fanini Record Rox \| + 1 min 35 s \| \| 10e \| Monica Valvik-Valen \| Norvège \| Sponsorenservice \| + 1 min 35 s \| |                       |            |                              |                 |
| |                       |            |                              |                 |
| |                       |            |                              |                 |
| Classement de l'étape |                       |            |                              |                 |
| Coureur | Coureur               | Pays       | Équipe                       | Temps           |
| 1re | Elena Tchalykh        | Russie     |                              | 2 h 45 min 19 s |
| 2e | Jorunn Kvalø          | Norvège    | Sponsorenservice             | + 0 s           |
| 3e | Roberta Bonanomi      | Italie     | Gas Sport Team               | + 0 s           |
| 4e | Zita Urbonaitė        | Lituanie   | Acca Due O-Lorena Camicie    | + 0 s           |
| 5e | Svetlana Samokhvalova | Russie     | Carpe Diem-Itera             | + 10 s          |
| 6e | Arenda Grimberg       | Pays-Bas   | Acca Due O-Lorena Camicie    | + 1 min 35 s    |
| 7e | Lara Ruthven          | États-Unis | Carpe Diem-Itera             | + 1 min 35 s    |
| 8e | Valentyna Karpenko    | Ukraine    | Ciegi                        | + 1 min 35 s    |
| 9e | Regina Schleicher     | Allemagne  | SC Michela Fanini Record Rox | + 1 min 35 s    |
| 10e | Monica Valvik-Valen   | Norvège    | Sponsorenservice             | + 1 min 35 s    |

| \| Classement général \| Classement général \| Classement général \| Classement général \| Classement général \| \| Coureur \| Coureur \| Pays \| Équipe \| Temps \| \| ------------------ \| ---------------------- \| ------------------ \| ------------------------- \| ------------------ \| \| 1re \| Zinaida Stahurskaia \| Biélorussie \| Gas Sport Team \| DQ \| \| 2e \| Nicole Brändli \| Suisse \| Edil Savino \| + 20 s \| \| 3e \| Fabiana Luperini \| Italie \| Edil Savino \| + 5 min 10 s \| \| 4e \| Alessandra Cappellotto \| Italie \| Gas Sport Team \| + 5 min 11 s \| \| 5e \| Edita Pučinskaitė \| Lituanie \| Alfa Lum-RSM \| + 5 min 46 s \| \| 6e \| Diana Žiliūtė \| Lituanie \| Acca Due O-Lorena Camicie \| + 6 min 07 s \| \| 7e \| Joane Somarriba \| Espagne \| Alfa Lum-RSM \| + 7 min 32 s \| \| 8e \| Cindy Pieters \| Belgique \| Vlaanderen-T Interim \| + 10 min 16 s \| \| 9e \| Mirjam Melchers \| Pays-Bas \| Acca Due O-Lorena Camicie \| + 11 min 49 s \| \| 10e \| Simona Parente \| Italie \| Edil Savino \| + 13 min 07 s \| |                        |             |                           |               |
| |                        |             |                           |               |
| |                        |             |                           |               |
| Classement général |                        |             |                           |               |
| Coureur | Coureur                | Pays        | Équipe                    | Temps         |
| 1re | Zinaida Stahurskaia    | Biélorussie | Gas Sport Team            | DQ            |
| 2e | Nicole Brändli         | Suisse      | Edil Savino               | + 20 s        |
| 3e | Fabiana Luperini       | Italie      | Edil Savino               | + 5 min 10 s  |
| 4e | Alessandra Cappellotto | Italie      | Gas Sport Team            | + 5 min 11 s  |
| 5e | Edita Pučinskaitė      | Lituanie    | Alfa Lum-RSM              | + 5 min 46 s  |
| 6e | Diana Žiliūtė          | Lituanie    | Acca Due O-Lorena Camicie | + 6 min 07 s  |
| 7e | Joane Somarriba        | Espagne     | Alfa Lum-RSM              | + 7 min 32 s  |
| 8e | Cindy Pieters          | Belgique    | Vlaanderen-T Interim      | + 10 min 16 s |
| 9e | Mirjam Melchers        | Pays-Bas    | Acca Due O-Lorena Camicie | + 11 min 49 s |
| 10e | Simona Parente         | Italie      | Edil Savino               | + 13 min 07 s |

### 13eétape
L'ultime contre-la-montre s'annonce décisif, vue la faible marge entre les deux premières du classement général. Diana Žiliūtė s'impose devant la vainqueur sortante du Giro Joane Somarriba. Zinaida Stahurskaia est cinquième, quelques secondes devant Nicole Brändli. Elle remporte ainsi ce Tour d'Italie.
| \| Classement de l'étape \| Classement de l'étape \| Classement de l'étape \| Classement de l'étape \| Classement de l'étape \| \| Coureur \| Coureur \| Pays \| Équipe \| Temps \| \| --------------------- \| --------------------- \| --------------------- \| ------------------------- \| --------------------- \| \| 1re \| Diana Žiliūtė \| Lituanie \| Acca Due O-Lorena Camicie \| 47 min 27 s \| \| 2e \| Joane Somarriba \| Espagne \| Alfa Lum-RSM \| + 24 s \| \| 3e \| Mirjam Melchers \| Pays-Bas \| Acca Due O-Lorena Camicie \| + 51 s \| \| 4e \| Susanne Ljungskog \| Suède \| Vlaanderen-T Interim \| + 1 min 31 s \| \| 5e \| Zinaida Stahurskaia \| Biélorussie \| Gas Sport Team \| DQ \| \| 6e \| Olga Zabelinskaïa \| Russie \| Carpe Diem-Itera \| + 1 min 48 s \| \| 7e \| Nicole Brändli \| Suisse \| Edil Savino \| + 1 min 50 s \| \| 8e \| Edita Pučinskaitė \| Lituanie \| Alfa Lum-RSM \| + 2 min 09 s \| \| 9e \| Mari Holden \| États-Unis \| Alfa Lum-RSM \| + 2 min 30 s \| \| 10e \| Sara Carrigan \| Australie \| Australie \| + 2 min 39 s \| |                     |             |                           |              |
| |                     |             |                           |              |
| |                     |             |                           |              |
| Classement de l'étape |                     |             |                           |              |
| Coureur | Coureur             | Pays        | Équipe                    | Temps        |
| 1re | Diana Žiliūtė       | Lituanie    | Acca Due O-Lorena Camicie | 47 min 27 s  |
| 2e | Joane Somarriba     | Espagne     | Alfa Lum-RSM              | + 24 s       |
| 3e | Mirjam Melchers     | Pays-Bas    | Acca Due O-Lorena Camicie | + 51 s       |
| 4e | Susanne Ljungskog   | Suède       | Vlaanderen-T Interim      | + 1 min 31 s |
| 5e | Zinaida Stahurskaia | Biélorussie | Gas Sport Team            | DQ           |
| 6e | Olga Zabelinskaïa   | Russie      | Carpe Diem-Itera          | + 1 min 48 s |
| 7e | Nicole Brändli      | Suisse      | Edil Savino               | + 1 min 50 s |
| 8e | Edita Pučinskaitė   | Lituanie    | Alfa Lum-RSM              | + 2 min 09 s |
| 9e | Mari Holden         | États-Unis  | Alfa Lum-RSM              | + 2 min 30 s |
| 10e | Sara Carrigan       | Australie   | Australie                 | + 2 min 39 s |

## Classement général final
| \| Classement général \| Classement général \| Classement général \| Classement général \| Classement général \| \| Coureuse \| Coureuse \| Pays \| Équipe \| Temps \| \| ------------------ \| ---------------------- \| ------------------ \| ------------------------- \| ------------------ \| \| 1re \| Zinaida Stahurskaia \| Biélorussie \| Gas Sport Team \| DQ \| \| 2e \| Nicole Brändli \| Suisse \| Edil Savino \| + 32 s \| \| 3e \| Diana Žiliūtė \| Lituanie \| Acca Due O-Lorena Camicie \| + 4 min 29 s \| \| 4e \| Edita Pučinskaitė \| Lituanie \| Alfa Lum-RSM \| + 6 min 17 s \| \| 5e \| Joane Somarriba \| Espagne \| Alfa Lum-RSM \| + 6 min 18 s \| \| 6e \| Fabiana Luperini \| Italie \| Edil Savino \| + 6 min 38 s \| \| 7e \| Alessandra Cappellotto \| Italie \| Gas Sport Team \| + 6 min 38 s \| \| 8e \| Mirjam Melchers \| Pays-Bas \| Acca Due O-Lorena Camicie \| + 11 min 02 s \| \| 9e \| Cindy Pieters \| Belgique \| Vlaanderen-T Interim \| + 11 min 48 s \| \| 10e \| Olga Zabelinskaïa \| Russie \| Carpe Diem-Itera \| + 13 min 37 s \| |                        |             |                           |               |
| |                        |             |                           |               |
| |                        |             |                           |               |
| Classement général |                        |             |                           |               |
| Coureuse | Coureuse               | Pays        | Équipe                    | Temps         |
| 1re | Zinaida Stahurskaia    | Biélorussie | Gas Sport Team            | DQ            |
| 2e | Nicole Brändli         | Suisse      | Edil Savino               | + 32 s        |
| 3e | Diana Žiliūtė          | Lituanie    | Acca Due O-Lorena Camicie | + 4 min 29 s  |
| 4e | Edita Pučinskaitė      | Lituanie    | Alfa Lum-RSM              | + 6 min 17 s  |
| 5e | Joane Somarriba        | Espagne     | Alfa Lum-RSM              | + 6 min 18 s  |
| 6e | Fabiana Luperini       | Italie      | Edil Savino               | + 6 min 38 s  |
| 7e | Alessandra Cappellotto | Italie      | Gas Sport Team            | + 6 min 38 s  |
| 8e | Mirjam Melchers        | Pays-Bas    | Acca Due O-Lorena Camicie | + 11 min 02 s |
| 9e | Cindy Pieters          | Belgique    | Vlaanderen-T Interim      | + 11 min 48 s |
| 10e | Olga Zabelinskaïa      | Russie      | Carpe Diem-Itera          | + 13 min 37 s |

## Classements annexes
| Classement par points | Classement par points | Classement par points | Classement par points | Classement par points |
| Coureuse              | Coureuse              | Pays                  | Équipe                | Points                |
| --------------------- | --------------------- | --------------------- | --------------------- | --------------------- |

| Classement par points | Classement par points | Classement par points | Classement par points | Classement par points |
| Coureuse              | Coureuse              | Pays                  | Équipe                | Points                |
| --------------------- | --------------------- | --------------------- | --------------------- | --------------------- |

| Classement de la montagne | Classement de la montagne | Classement de la montagne | Classement de la montagne | Classement de la montagne |
| Coureuse                  | Coureuse                  | Pays                      | Équipe                    | Points                    |
| ------------------------- | ------------------------- | ------------------------- | ------------------------- | ------------------------- |

| Classement de la montagne | Classement de la montagne | Classement de la montagne | Classement de la montagne | Classement de la montagne |
| Coureuse                  | Coureuse                  | Pays                      | Équipe                    | Points                    |
| ------------------------- | ------------------------- | ------------------------- | ------------------------- | ------------------------- |

| Classement du meilleur jeune | Classement du meilleur jeune | Classement du meilleur jeune | Classement du meilleur jeune | Classement du meilleur jeune |
| Coureuse                     | Coureuse                     | Pays                         | Équipe                       | Temps                        |
| ---------------------------- | ---------------------------- | ---------------------------- | ---------------------------- | ---------------------------- |

| Classement du meilleur jeune | Classement du meilleur jeune | Classement du meilleur jeune | Classement du meilleur jeune | Classement du meilleur jeune |
| Coureuse                     | Coureuse                     | Pays                         | Équipe                       | Temps                        |
| ---------------------------- | ---------------------------- | ---------------------------- | ---------------------------- | ---------------------------- |

## Évolution des classements
| Étape              |                             | Vainqueur _          | Classement général                 | Classement par points | Meilleure grimpeuse | Meilleure jeune |
| ------------------ | --------------------------- | -------------------- | ---------------------------------- | --------------------- | ------------------- | --------------- |
| Prologue           | prologue                    | Leontien van Moorsel | Leontien van Moorsel               | non attribué          | non attribué        | non attribué    |
| 1re étape          | étape de plaine             | Greta Zocca          | Greta Zocca                        | non attribué          | non attribué        | non attribué    |
| 2e a étape         | étape de moyenne montagne   | Zinaida Stahurskaia  | Zinaida Stahurskaia                | non attribué          | non attribué        | non attribué    |
| 2e b étape         | étape de plaine             | Rochelle Gilmore     | Zinaida Stahurskaia                | non attribué          | non attribué        | non attribué    |
| 3e étape           | étape de plaine             | Greta Zocca          | Zinaida Stahurskaia                | non attribué          | non attribué        | non attribué    |
| 4e étape           | étape vallonnée             | Zinaida Stahurskaia  | Zinaida Stahurskaia                | non attribué          | non attribué        | non attribué    |
| 5e étape           | étape de plaine             | Greta Zocca          | Zinaida Stahurskaia                | Greta Zocca           | Séverine Desbouys   | non attribué    |
| 6e étape           | étape vallonnée             | Daniela Veronesi     | Zinaida Stahurskaia                | non attribué          | non attribué        | non attribué    |
| 7e étape           | étape vallonnée             | Simona Parente       | Zinaida Stahurskaia                | non attribué          | non attribué        | non attribué    |
| 8e étape           | étape de plaine             | Greta Zocca          | Zinaida Stahurskaia                | non attribué          | non attribué        | non attribué    |
| 9e étape           | étape vallonnée             | Zinaida Stahurskaia  | Zinaida Stahurskaia                | non attribué          | non attribué        | non attribué    |
| 10e étape          | étape de montagne           | Nicole Brändli       | Zinaida Stahurskaia                | non attribué          | non attribué        | non attribué    |
| 11e étape          | étape vallonnée             | Nicole Brändli       | Zinaida Stahurskaia                | non attribué          | non attribué        | non attribué    |
| 12e étape          | étape vallonnée             | Elena Tchalykh       | Zinaida Stahurskaia                | non attribué          | non attribué        | non attribué    |
| 13e étape          | contre-la-montre individuel | Diana Žiliūtė        | Zinaida Stahurskaia                | Nicole Brändli        | Mari Holden         | Nicole Brändli  |
| Classements finals | Classements finals          |                      | Nicole Brändli Zinaida Stahurskaia | Nicole Brändli        | Mari Holden         | Nicole Brändli  |

## Liste des participantes
| Alfa Lum-RSM ___ | Alfa Lum-RSM ___        | Alfa Lum-RSM ___ |
| ---------------- | ----------------------- | ---------------- |
| Num              | Coureuse                | Pos              |
| 1                | Joane Somarriba (ESP)   | 5e               |
| 2                | Martina Corazza (ITA)   | 76e              |
| 3                | Sara Felloni (ITA)      | 30e              |
| 4                | Mari Holden (USA)       | 13e              |
| 5                | Fany Lecourtois (FRA)   | 37e              |
| 6                | Edita Pučinskaitė (LTU) | AB               |
| 7                | Tatiana Stiajkina (UKR) | 18e              |
| 8                | Daniela Veronesi (SMR)  | 21e              |

| Acca Due O-Lorena Camicie ADO | Acca Due O-Lorena Camicie ADO | Acca Due O-Lorena Camicie ADO |
| ----------------------------- | ----------------------------- | ----------------------------- |
| Num                           | Coureuse                      | Pos                           |
| 9                             | Diana Žiliūtė (LTU)           | 3e                            |
| 10                            | Mirjam Melchers (NED)         | 8e                            |
| 11                            | Priska Doppmann (SUI)         | 16e                           |
| 12                            | Janildes Fernandes (BRA)      | 57e                           |
| 13                            | Arenda Grimberg (NED)         | 25e                           |
| 14                            | Katia Longhin (ITA)           | 32e                           |
| 15                            | Zita Urbonaitė (LTU)          | 22e                           |
| 16                            | Vera Hohlfeld (GER)           | 29e                           |

| Edil Savino EDI | Edil Savino EDI           | Edil Savino EDI |
| --------------- | ------------------------- | --------------- |
| Num             | Coureuse                  | Pos             |
| 17              | Swetlana Bubnenkowa (RUS) | AB              |
| 18              | Nicole Brändli (SUI)      | 2e              |
| 19              | Iryna Chuzhynova (UKR)    | 26e             |
| 20              | Fabiana Luperini (ITA)    | 6e              |
| 21              | Simona Parente (ITA)      | 12e             |
| 22              | Irene Puccioni (ITA)      | 59e             |
| 23              | Sonia Rocca (ITA)         | 55e             |
| 24              | Tamara Farnocchia (ITA)   | 73e             |

| Gas Sport Team GAS | Gas Sport Team GAS           | Gas Sport Team GAS |
| ------------------ | ---------------------------- | ------------------ |
| Num                | Coureuse                     | Pos                |
| 25                 | Alessandra Cappellotto (ITA) | 7e                 |
| 26                 | Zinaida Stahurskaia (BLR)    | 1re                |
| 27                 | Séverine Desbouys (FRA)      | AB                 |
| 28                 | Gabriella Pregnolato (ITA)   | 60e                |
| 29                 | Greta Zocca (ITA)            | 62e                |
| 30                 | Roberta Bonanomi (ITA)       | 19e                |
| 31                 | Tania Belvederesi (ITA)      | 61e                |
| 32                 | Silvia Parietti (ITA)        | 31e                |

| SC Michela Fanini Record Rox MIC | SC Michela Fanini Record Rox MIC | SC Michela Fanini Record Rox MIC |
| -------------------------------- | -------------------------------- | -------------------------------- |
| Num                              | Coureuse                         | Pos                              |
| 33                               | Fátima Blázquez (ESP)            | 24e                              |
| 34                               | Monica Ceccon (ITA)              | 45e                              |
| 35                               | Laura Charameda (USA)            | AB                               |
| 37                               | Claudia Marietta (ITA)           | AB                               |
| 38                               | Marika Murer (SUI)               | 69e                              |
| 39                               | Tarja Owens (IRL)                | AB                               |
| 40                               | Regina Schleicher (GER)          | 56e                              |

| Farm Frites-Hartol FAR | Farm Frites-Hartol FAR     | Farm Frites-Hartol FAR |
| ---------------------- | -------------------------- | ---------------------- |
| Num                    | Coureuse                   | Pos                    |
| 41                     | Leontien van Moorsel (NED) | AB                     |
| 42                     | Hanka Kupfernagel (GER)    | AB                     |
| 44                     | Sissy van Alebeek (NED)    | AB                     |
| 45                     | Madeleine Lindberg (SWE)   | AB                     |
| 46                     | Esther Van Der Helm (NED)  | AB                     |
| 47                     | Daphny van den Brand (NED) | AB                     |
| 48                     | Andrea Bosman (NED)        | AB                     |

| Australie AUS | Australie AUS           | Australie AUS |
| ------------- | ----------------------- | ------------- |
| Num           | Coureuse                | Pos           |
| 49            | Sara Carrigan           | 47e           |
| 50            | Rochelle Gilmore        | AB            |
| 52            | Hayley Brown-Rutherford | 35e           |
| 53            | Kym Shirley             | AB            |
| 54            | Karen Sumpton           | AB            |
| 55            | Elizabeth Tadich        | AB            |
| 56            | Alison Wright           | AB            |

| Sponsorenservice SPO | Sponsorenservice SPO         | Sponsorenservice SPO |
| -------------------- | ---------------------------- | -------------------- |
| Num                  | Coureuse                     | Pos                  |
| 57                   | Solrun Flatås (NOR)          | AB                   |
| 58                   | Ragnhild Kostøl (NOR)        | AB                   |
| 59                   | Wenche Stensvold (NOR)       | AB                   |
| 60                   | Jorunn Kvalø (NOR)           | 28e                  |
| 61                   | Monica Valvik-Valen (NOR)    | 39e                  |
| 62                   | Gunn-Rita Dahle Flesjå (NOR) | 23e                  |
| 63                   | Sandra Rombouts (NED)        | 40e                  |

| Vlaanderen-T Interim VLA | Vlaanderen-T Interim VLA        | Vlaanderen-T Interim VLA |
| ------------------------ | ------------------------------- | ------------------------ |
| Num                      | Coureuse                        | Pos                      |
| 65                       | Susanne Ljungskog (SWE)         | 11e                      |
| 66                       | Debby Mansveld (NED)            | 58e                      |
| 67                       | Veerle Ingels (BEL)             | 54e                      |
| 68                       | Cindy Pieters (BEL)             | 9e                       |
| 69                       | Elke Devreese (BEL)             | 79e                      |
| 70                       | Laure Werner (BEL)              | 51e                      |
| 71                       | Veronique Belleter (BEL)        | 46e                      |
| 72                       | Vanessa Rochelle Cheatley (NZL) | AB                       |

| Ciegi ___ | Ciegi ___                 | Ciegi ___ |
| --------- | ------------------------- | --------- |
| Num       | Coureuse                  | Pos       |
| 73        | Tanya Andryuschenko (UKR) | 17e       |
| 74        | Valentyna Karpenko (UKR)  | 20e       |
| 75        | Natalya Moroz (UKR)       | AB        |
| 76        | Beata Jasińska (POL)      | 64e       |
| 77        | Anna Skawinska (POL)      | 52e       |
| 78        | Małgorzata Wysocka (POL)  | 67e       |

| Equipe Nürnberger Versicherung NUR | Equipe Nürnberger Versicherung NUR | Equipe Nürnberger Versicherung NUR |
| ---------------------------------- | ---------------------------------- | ---------------------------------- |
| Num                                | Coureuse                           | Pos                                |
| 81                                 | Jenny Algelid (SWE)                | 44e                                |
| 84                                 | Martina Hartmann (GER)             | AB                                 |
| 85                                 | Tanja Schmidt-Hennes (GER)         | AB                                 |
| 86                                 | Andrea Purner-Koschier (AUT)       | 53e                                |
| 87                                 | Alexandra Nöhles (GER)             | AB                                 |
| 88                                 | Birgit Söllner (GER)               | AB                                 |

| USC Chirio ___ | USC Chirio ___          | USC Chirio ___ |
| -------------- | ----------------------- | -------------- |
| Num            | Coureuse                | Pos            |
| 89             | Sabrina Bonoso (ITA)    | 70e            |
| 90             | Tomoko Sekiya (JPN)     | 74e            |
| 91             | Karelia Machado (VEN)   | AB             |
| 92             | Natalja Kistchuk (UKR)  | 41e            |
| 93             | Emanuela Brigati (ITA)  | 72e            |
| 95             | Barbara Cazzaniga (ITA) | 63e            |
| 96             | Bridget Evans (AUS)     | AB             |

| Aliverti-Immobilione Luca ALI | Aliverti-Immobilione Luca ALI | Aliverti-Immobilione Luca ALI |
| ----------------------------- | ----------------------------- | ----------------------------- |
| Num                           | Coureuse                      | Pos                           |
| 97                            | Marianna Lorenzoni (ITA)      | AB                            |
| 98                            | Valentina Poli (ITA)          | 81e                           |
| 99                            | Francesca Castrucci (ITA)     | 65e                           |
| 100                           | Elisa Neri (ITA)              | AB                            |
| 101                           | Alessandra D'Ettorre (ITA)    | 50e                           |
| 102                           | Yulia Razenkova (RUS)         | 38e                           |
| 103                           | Elena Novikova (RUS)          | 68e                           |
| 104                           | Elena Mikhailuk (RUS)         | 66e                           |

| U.C. Monne ___ | U.C. Monne ___              | U.C. Monne ___ |
| -------------- | --------------------------- | -------------- |
| Num            | Coureuse                    | Pos            |
| 105            | Helga Faccin (ITA)          | 36e            |
| 106            | Francesca Schiavone (ITA)   | AB             |
| 108            | Marisa Del Ben (ITA)        | AB             |
| 109            | Maura Camattari (ITA)       | 77e            |
| 110            | Valeria Romina Pintos (ARG) | AB             |
| 111            | Silvia Bollea (ITA)         | AB             |

| Carpe Diem-Itera CDI | Carpe Diem-Itera CDI        | Carpe Diem-Itera CDI |
| -------------------- | --------------------------- | -------------------- |
| Num                  | Coureuse                    | Pos                  |
| 113                  | Elena Tchalykh (RUS)        | 48e                  |
| 114                  | Marcia Eicher (SUI)         | AB                   |
| 115                  | Lara Ruthven (USA)          | 27e                  |
| 116                  | Karry Ellen Hellmuth (USA)  | AB                   |
| 117                  | Julia Martisova (RUS)       | 33e                  |
| 118                  | Olga Sljussarewa (RUS)      | AB                   |
| 119                  | Olga Zabelinskaïa (RUS)     | AB                   |
| 120                  | Svetlana Samokhvalova (RUS) | 34e                  |

| La Rosa dei Venti RDV | La Rosa dei Venti RDV        | La Rosa dei Venti RDV |
| --------------------- | ---------------------------- | --------------------- |
| Num                   | Coureuse                     | Pos                   |
| 121                   | Alessia Quarta (ITA)         | AB                    |
| 122                   | Rosalisa Lapomarda (ITA)     | AB                    |
| 123                   | Anna Spagnoli (ITA)          | AB                    |
| 124                   | Nadia Zuccherelli (ITA)      | 80e                   |
| 125                   | Neringa Raudonyte (LTU)      | 49e                   |
| 126                   | Viktoriya Kachmarskaya (UKR) | 71e                   |
| 127                   | Stefania Martucci (ITA)      | AB                    |
| 128                   | Zarina Ronchetti (ITA)       | 78e                   |

| Figurella Dream Team FIG | Figurella Dream Team FIG | Figurella Dream Team FIG |
| ------------------------ | ------------------------ | ------------------------ |
| Num                      | Coureuse                 | Pos                      |
| 129                      | Shani Bloch (ISR)        | 43e                      |
| 130                      | Tatsiana Makeyeva (BLR)  | AB                       |
| 131                      | Edita Kubelskienė (LTU)  | 42e                      |
| 132                      | Lorella Guidoti (ITA)    | 75e                      |
| 133                      | Alberta Baiocchi (ITA)   | AB                       |
| 134                      | Saskia Kaagman (NED)     | AB                       |
| 135                      | Kristy Miggels (NED)     | AB                       |
| 136                      | Katrina Bencsics (CAN)   | AB                       |

| Alfa Lum-RSM ___ | Alfa Lum-RSM ___        | Alfa Lum-RSM ___ |
| ---------------- | ----------------------- | ---------------- |
| Num              | Coureuse                | Pos              |
| 1                | Joane Somarriba (ESP)   | 5e               |
| 2                | Martina Corazza (ITA)   | 76e              |
| 3                | Sara Felloni (ITA)      | 30e              |
| 4                | Mari Holden (USA)       | 13e              |
| 5                | Fany Lecourtois (FRA)   | 37e              |
| 6                | Edita Pučinskaitė (LTU) | AB               |
| 7                | Tatiana Stiajkina (UKR) | 18e              |
| 8                | Daniela Veronesi (SMR)  | 21e              |

| Acca Due O-Lorena Camicie ADO | Acca Due O-Lorena Camicie ADO | Acca Due O-Lorena Camicie ADO |
| ----------------------------- | ----------------------------- | ----------------------------- |
| Num                           | Coureuse                      | Pos                           |
| 9                             | Diana Žiliūtė (LTU)           | 3e                            |
| 10                            | Mirjam Melchers (NED)         | 8e                            |
| 11                            | Priska Doppmann (SUI)         | 16e                           |
| 12                            | Janildes Fernandes (BRA)      | 57e                           |
| 13                            | Arenda Grimberg (NED)         | 25e                           |
| 14                            | Katia Longhin (ITA)           | 32e                           |
| 15                            | Zita Urbonaitė (LTU)          | 22e                           |
| 16                            | Vera Hohlfeld (GER)           | 29e                           |

| Edil Savino EDI | Edil Savino EDI           | Edil Savino EDI |
| --------------- | ------------------------- | --------------- |
| Num             | Coureuse                  | Pos             |
| 17              | Swetlana Bubnenkowa (RUS) | AB              |
| 18              | Nicole Brändli (SUI)      | 2e              |
| 19              | Iryna Chuzhynova (UKR)    | 26e             |
| 20              | Fabiana Luperini (ITA)    | 6e              |
| 21              | Simona Parente (ITA)      | 12e             |
| 22              | Irene Puccioni (ITA)      | 59e             |
| 23              | Sonia Rocca (ITA)         | 55e             |
| 24              | Tamara Farnocchia (ITA)   | 73e             |

| Gas Sport Team GAS | Gas Sport Team GAS           | Gas Sport Team GAS |
| ------------------ | ---------------------------- | ------------------ |
| Num                | Coureuse                     | Pos                |
| 25                 | Alessandra Cappellotto (ITA) | 7e                 |
| 26                 | Zinaida Stahurskaia (BLR)    | 1re                |
| 27                 | Séverine Desbouys (FRA)      | AB                 |
| 28                 | Gabriella Pregnolato (ITA)   | 60e                |
| 29                 | Greta Zocca (ITA)            | 62e                |
| 30                 | Roberta Bonanomi (ITA)       | 19e                |
| 31                 | Tania Belvederesi (ITA)      | 61e                |
| 32                 | Silvia Parietti (ITA)        | 31e                |

| SC Michela Fanini Record Rox MIC | SC Michela Fanini Record Rox MIC | SC Michela Fanini Record Rox MIC |
| -------------------------------- | -------------------------------- | -------------------------------- |
| Num                              | Coureuse                         | Pos                              |
| 33                               | Fátima Blázquez (ESP)            | 24e                              |
| 34                               | Monica Ceccon (ITA)              | 45e                              |
| 35                               | Laura Charameda (USA)            | AB                               |
| 37                               | Claudia Marietta (ITA)           | AB                               |
| 38                               | Marika Murer (SUI)               | 69e                              |
| 39                               | Tarja Owens (IRL)                | AB                               |
| 40                               | Regina Schleicher (GER)          | 56e                              |

| Farm Frites-Hartol FAR | Farm Frites-Hartol FAR     | Farm Frites-Hartol FAR |
| ---------------------- | -------------------------- | ---------------------- |
| Num                    | Coureuse                   | Pos                    |
| 41                     | Leontien van Moorsel (NED) | AB                     |
| 42                     | Hanka Kupfernagel (GER)    | AB                     |
| 44                     | Sissy van Alebeek (NED)    | AB                     |
| 45                     | Madeleine Lindberg (SWE)   | AB                     |
| 46                     | Esther Van Der Helm (NED)  | AB                     |
| 47                     | Daphny van den Brand (NED) | AB                     |
| 48                     | Andrea Bosman (NED)        | AB                     |

| Australie AUS | Australie AUS           | Australie AUS |
| ------------- | ----------------------- | ------------- |
| Num           | Coureuse                | Pos           |
| 49            | Sara Carrigan           | 47e           |
| 50            | Rochelle Gilmore        | AB            |
| 52            | Hayley Brown-Rutherford | 35e           |
| 53            | Kym Shirley             | AB            |
| 54            | Karen Sumpton           | AB            |
| 55            | Elizabeth Tadich        | AB            |
| 56            | Alison Wright           | AB            |

| Sponsorenservice SPO | Sponsorenservice SPO         | Sponsorenservice SPO |
| -------------------- | ---------------------------- | -------------------- |
| Num                  | Coureuse                     | Pos                  |
| 57                   | Solrun Flatås (NOR)          | AB                   |
| 58                   | Ragnhild Kostøl (NOR)        | AB                   |
| 59                   | Wenche Stensvold (NOR)       | AB                   |
| 60                   | Jorunn Kvalø (NOR)           | 28e                  |
| 61                   | Monica Valvik-Valen (NOR)    | 39e                  |
| 62                   | Gunn-Rita Dahle Flesjå (NOR) | 23e                  |
| 63                   | Sandra Rombouts (NED)        | 40e                  |

| Vlaanderen-T Interim VLA | Vlaanderen-T Interim VLA        | Vlaanderen-T Interim VLA |
| ------------------------ | ------------------------------- | ------------------------ |
| Num                      | Coureuse                        | Pos                      |
| 65                       | Susanne Ljungskog (SWE)         | 11e                      |
| 66                       | Debby Mansveld (NED)            | 58e                      |
| 67                       | Veerle Ingels (BEL)             | 54e                      |
| 68                       | Cindy Pieters (BEL)             | 9e                       |
| 69                       | Elke Devreese (BEL)             | 79e                      |
| 70                       | Laure Werner (BEL)              | 51e                      |
| 71                       | Veronique Belleter (BEL)        | 46e                      |
| 72                       | Vanessa Rochelle Cheatley (NZL) | AB                       |

| Ciegi ___ | Ciegi ___                 | Ciegi ___ |
| --------- | ------------------------- | --------- |
| Num       | Coureuse                  | Pos       |
| 73        | Tanya Andryuschenko (UKR) | 17e       |
| 74        | Valentyna Karpenko (UKR)  | 20e       |
| 75        | Natalya Moroz (UKR)       | AB        |
| 76        | Beata Jasińska (POL)      | 64e       |
| 77        | Anna Skawinska (POL)      | 52e       |
| 78        | Małgorzata Wysocka (POL)  | 67e       |

| Equipe Nürnberger Versicherung NUR | Equipe Nürnberger Versicherung NUR | Equipe Nürnberger Versicherung NUR |
| ---------------------------------- | ---------------------------------- | ---------------------------------- |
| Num                                | Coureuse                           | Pos                                |
| 81                                 | Jenny Algelid (SWE)                | 44e                                |
| 84                                 | Martina Hartmann (GER)             | AB                                 |
| 85                                 | Tanja Schmidt-Hennes (GER)         | AB                                 |
| 86                                 | Andrea Purner-Koschier (AUT)       | 53e                                |
| 87                                 | Alexandra Nöhles (GER)             | AB                                 |
| 88                                 | Birgit Söllner (GER)               | AB                                 |

| USC Chirio ___ | USC Chirio ___          | USC Chirio ___ |
| -------------- | ----------------------- | -------------- |
| Num            | Coureuse                | Pos            |
| 89             | Sabrina Bonoso (ITA)    | 70e            |
| 90             | Tomoko Sekiya (JPN)     | 74e            |
| 91             | Karelia Machado (VEN)   | AB             |
| 92             | Natalja Kistchuk (UKR)  | 41e            |
| 93             | Emanuela Brigati (ITA)  | 72e            |
| 95             | Barbara Cazzaniga (ITA) | 63e            |
| 96             | Bridget Evans (AUS)     | AB             |

| Aliverti-Immobilione Luca ALI | Aliverti-Immobilione Luca ALI | Aliverti-Immobilione Luca ALI |
| ----------------------------- | ----------------------------- | ----------------------------- |
| Num                           | Coureuse                      | Pos                           |
| 97                            | Marianna Lorenzoni (ITA)      | AB                            |
| 98                            | Valentina Poli (ITA)          | 81e                           |
| 99                            | Francesca Castrucci (ITA)     | 65e                           |
| 100                           | Elisa Neri (ITA)              | AB                            |
| 101                           | Alessandra D'Ettorre (ITA)    | 50e                           |
| 102                           | Yulia Razenkova (RUS)         | 38e                           |
| 103                           | Elena Novikova (RUS)          | 68e                           |
| 104                           | Elena Mikhailuk (RUS)         | 66e                           |

| U.C. Monne ___ | U.C. Monne ___              | U.C. Monne ___ |
| -------------- | --------------------------- | -------------- |
| Num            | Coureuse                    | Pos            |
| 105            | Helga Faccin (ITA)          | 36e            |
| 106            | Francesca Schiavone (ITA)   | AB             |
| 108            | Marisa Del Ben (ITA)        | AB             |
| 109            | Maura Camattari (ITA)       | 77e            |
| 110            | Valeria Romina Pintos (ARG) | AB             |
| 111            | Silvia Bollea (ITA)         | AB             |

| Carpe Diem-Itera CDI | Carpe Diem-Itera CDI        | Carpe Diem-Itera CDI |
| -------------------- | --------------------------- | -------------------- |
| Num                  | Coureuse                    | Pos                  |
| 113                  | Elena Tchalykh (RUS)        | 48e                  |
| 114                  | Marcia Eicher (SUI)         | AB                   |
| 115                  | Lara Ruthven (USA)          | 27e                  |
| 116                  | Karry Ellen Hellmuth (USA)  | AB                   |
| 117                  | Julia Martisova (RUS)       | 33e                  |
| 118                  | Olga Sljussarewa (RUS)      | AB                   |
| 119                  | Olga Zabelinskaïa (RUS)     | AB                   |
| 120                  | Svetlana Samokhvalova (RUS) | 34e                  |

| La Rosa dei Venti RDV | La Rosa dei Venti RDV        | La Rosa dei Venti RDV |
| --------------------- | ---------------------------- | --------------------- |
| Num                   | Coureuse                     | Pos                   |
| 121                   | Alessia Quarta (ITA)         | AB                    |
| 122                   | Rosalisa Lapomarda (ITA)     | AB                    |
| 123                   | Anna Spagnoli (ITA)          | AB                    |
| 124                   | Nadia Zuccherelli (ITA)      | 80e                   |
| 125                   | Neringa Raudonyte (LTU)      | 49e                   |
| 126                   | Viktoriya Kachmarskaya (UKR) | 71e                   |
| 127                   | Stefania Martucci (ITA)      | AB                    |
| 128                   | Zarina Ronchetti (ITA)       | 78e                   |

| Figurella Dream Team FIG | Figurella Dream Team FIG | Figurella Dream Team FIG |
| ------------------------ | ------------------------ | ------------------------ |
| Num                      | Coureuse                 | Pos                      |
| 129                      | Shani Bloch (ISR)        | 43e                      |
| 130                      | Tatsiana Makeyeva (BLR)  | AB                       |
| 131                      | Edita Kubelskienė (LTU)  | 42e                      |
| 132                      | Lorella Guidoti (ITA)    | 75e                      |
| 133                      | Alberta Baiocchi (ITA)   | AB                       |
| 134                      | Saskia Kaagman (NED)     | AB                       |
| 135                      | Kristy Miggels (NED)     | AB                       |
| 136                      | Katrina Bencsics (CAN)   | AB                       |

Source.

## Dopage
Le 12 juillet, la police italienne effectue une descente dans les hôtels à la recherche de produits dopant. Le matin du 13, Rosalisa La Pomarda, alors troisième du classement général, est exclue de la course après un contrôle sanguin l'indiquant inapte à concourir. Par la suite, la vainqueur de l'épreuve Zinaida Stahurskaia est contrôlée positive à un diurétique.

### Autre
- (it) Site officiel
- (it) « Zinaida Stahurskaia trionfa al Giro d'Italia Donne A Diana Ziliute la crono decisiva di Valdobbiadene », sur storico bikenews (consulté le 7 janvier 2024)